# Alphabetische Liste der Asteroiden/S
| Alphabetische Liste der Asteroiden – S |                          |                 |             |
| Nummer und Name                        | Gruppe / Typ             |                 |             |
| (207717) Sa’a                          | Hauptgürtel              |                 |             |
| (130089) Saadatanwar                   | Hauptgürtel              |                 |             |
| (5409) Saale                           | Hauptgürtel              |                 |             |
| (4163) Saaremaa                        | Hauptgürtel              |                 |             |
| (6099) Saarland                        | Hauptgürtel              |                 |             |
| (13260) Sabadell                       | Hauptgürtel              |                 |             |
| (1115) Sabauda                         | Hauptgürtel              |                 |             |
| (15329) Sabena                         | Hauptgürtel              |                 |             |
| (118194) Sabinagarroni                 | Hauptgürtel              |                 |             |
| (665) Sabine                           | Hauptgürtel              |                 |             |
| (33346) Sabinedevieilhe                | Hauptgürtel              |                 |             |
| (6591) Sabinin                         | Hauptgürtel              |                 |             |
| (2264) Sabrina                         | Hauptgürtel              |                 |             |
| (4160) Sabrina-John                    | Hauptgürtel              |                 |             |
| (48461) Sabrinamaricia                 | Hauptgürtel              |                 |             |
| (117350) Saburo                        | Hauptgürtel              |                 |             |
| (2822) Sacajawea                       | Hauptgürtel              |                 |             |
| (26501) Sachiko                        | Hauptgürtel              |                 |             |
| (18360) Sachs                          | Hauptgürtel              |                 |             |
| (5866) Sachsen                         | Hauptgürtel              |                 |             |
| (7690) Sackler                         | Hauptgürtel              |                 |             |
| (8704) Sadakane                        | Hauptgürtel              |                 |             |
| (7616) Sadako                          | Hauptgürtel              |                 |             |
| (100266) Sadamisaki                    | Hauptgürtel              |                 |             |
| (7205) Sadanori                        | Hauptgürtel              |                 |             |
| (48624) Sadayuki                       | Hauptgürtel              |                 |             |
| (157194) Saddlemyer                    | Hauptgürtel              |                 |             |
| (12572) Sadegh                         | Hauptgürtel              |                 |             |
| (1626) Sadeya                          | Hauptgürtel              |                 |             |
| (32051) Sadhikamalladi                 | Hauptgürtel              |                 |             |
| (118230) Sado                          | Hauptgürtel              |                 |             |
| (7075) Sadovnichij                     | Hauptgürtel              |                 |             |
| (18702) Sadowski                       | Hauptgürtel              |                 |             |
| (6250) Saekohayashi                    | Hauptgürtel              |                 |             |
| (52226) Saenredam                      | Hauptgürtel              |                 |             |
| (4162) SAF                             | Hauptgürtel              |                 |             |
| (115051) Safaeinili                    | Hauptgürtel              |                 |             |
| (1364) Safara                          | Hauptgürtel              |                 |             |
| (8336) Šafařík                         | Hauptgürtel              |                 |             |
| (68718) Safi                           | Hauptgürtel              |                 |             |
| (209107) Šafránek                      | Hauptgürtel              |                 |             |
| (3615) Safronov                        | Hauptgürtel              |                 |             |
| (1163) Saga                            | Hauptgürtel              |                 |             |
| (7435) Sagamihara                      | Hauptgürtel              |                 |             |
| (218679) Sagamorehill                  | Hauptgürtel              |                 |             |
| (2709) Sagan                           | Hauptgürtel              |                 |             |
| (21405) Sagarmehta                     | Hauptgürtel              |                 |             |
| (28505) Sagarrambhia                   | Hauptgürtel              |                 |             |
| (20242) Sagot                          | Hauptgürtel              |                 |             |
| (159814) Saguaro                       | Hauptgürtel              |                 |             |
| (2605) Sahade                          | Hauptgürtel              |                 |             |
| (134369) Sahara                        | Hauptgürtel              |                 |             |
| (4606) Saheki                          | Hauptgürtel              |                 |             |
| (31946) Sahilabbi                      | Hauptgürtel              |                 |             |
| (2088) Sahlia                          | Hauptgürtel              |                 |             |
| (28719) Sahoolahan                     | Hauptgürtel              |                 |             |
| (107805) Saibi                         | Hauptgürtel              |                 |             |
| (6970) Saigusa                         | Hauptgürtel              |                 |             |
| (6408) Saijo                           | Hauptgürtel              |                 |             |
| (8011) Saijokeiichi                    | Hauptgürtel              |                 |             |
| (1533) Saimaa                          | Hauptgürtel              |                 |             |
| (5995) Saint-Aignan                    | Hauptgürtel              |                 |             |
| (17431) Sainte-Colombe                 | Hauptgürtel              |                 |             |
| (2578) Saint-Exupéry                   | Hauptgürtel              |                 |             |
| (284945) Saint-Imier                   | Hauptgürtel              |                 |             |
| (6898) Saint-Marys                     | Hauptgürtel              |                 |             |
| (9395) Saint Michel                    | Hauptgürtel              |                 |             |
| (5210) Saint-Saëns                     | Hauptgürtel              |                 |             |
| (48159) Saint-Véran                    | Hauptgürtel              |                 |             |
| (5618) Saitama                         | Hauptgürtel              |                 |             |
| (2615) Saito                           | Hauptgürtel              |                 |             |
| (8738) Saji                            | Hauptgürtel              |                 |             |
| (31151) Sajichugaku                    | Hauptgürtel              |                 |             |
| (14543) Sajigawasuiseki                | Hauptgürtel              |                 |             |
| (114659) Sajnovics                     | Hauptgürtel              |                 |             |
| (8115) Sakabe                          | Hauptgürtel              |                 |             |
| (22885) Sakaemura                      | Hauptgürtel              |                 |             |
| (8882) Sakaetamura                     | Hauptgürtel              |                 |             |
| (10823) Sakaguchi                      | Hauptgürtel              |                 |             |
| (26829) Sakaihoikuen                   | Hauptgürtel              |                 |             |
| (3995) Sakaino                         | Hauptgürtel              |                 |             |
| (14487) Sakaisakae                     | Hauptgürtel              |                 |             |
| (9851) Sakamoto                        | Hauptgürtel              |                 |             |
| (14006) Sakamotofumio                  | Hauptgürtel              |                 |             |
| (5862) Sakanoue                        | Hauptgürtel              |                 |             |
| (91395) Sakanouenokumo                 | Hauptgürtel              |                 |             |
| (17101) Sakenova                       | Hauptgürtel              |                 |             |
| (1979) Sakharov                        | Hauptgürtel              |                 |             |
| (3983) Sakiko                          | Hauptgürtel              |                 |             |
| (6071) Sakitama                        | Hauptgürtel              |                 |             |
| (10142) Sakka                          | Hauptgürtel              |                 |             |
| (31875) Saksena                        | Hauptgürtel              |                 |             |
| (64547) Saku                           | Hauptgürtel              |                 |             |
| (6809) Sakuma                          | Hauptgürtel              |                 |             |
| (1166) Sakuntala                       | Hauptgürtel              |                 |             |
| (11280) Sakurai                        | Hauptgürtel              |                 |             |
| (10516) Sakurajima                     | Hauptgürtel              |                 |             |
| (35062) Sakuranosyou                   | Hauptgürtel              |                 |             |
| (16650) Sakushingakuin                 | Hauptgürtel              |                 |             |
| (120347) Salacia                       | Transneptunisches Objekt |                 |             |
| (12780) Salamony                       | Hauptgürtel              |                 |             |
| (4193) Salanave                        | Hauptgürtel              |                 |             |
| (5546) Salavat                         | Hauptgürtel              |                 |             |
| (2918) Salazar                         | Hauptgürtel              |                 |             |
| (1456) Saldanha                        | Hauptgürtel              |                 |             |
| (28572) Salebreton                     | Hauptgürtel              |                 |             |
| (20687) Saletore                       | Hauptgürtel              |                 |             |
| (27094) Salgari                        | Hauptgürtel              |                 |             |
| (78125) Salimbeni                      | Hauptgürtel              |                 |             |
| (8648) Salix                           | Hauptgürtel              |                 |             |
| (7221) Sallaba                         | Hauptgürtel              |                 |             |
| (1715) Salli                           | Hauptgürtel              |                 |             |
| (31471) Sallyalbright                  | Hauptgürtel              |                 |             |
| (26243) Sallyfenska                    | Hauptgürtel              |                 |             |
| (29700) Salmon                         | Hauptgürtel              |                 |             |
| (278591) Salò                          | Hauptgürtel              |                 |             |
| (562) Salome                           | Hauptgürtel              |                 |             |
| (1436) Salonta                         | Hauptgürtel              |                 |             |
| (7603) Salopia                         | Hauptgürtel              |                 |             |
| (11757) Salpeter                       | Hauptgürtel              |                 |             |
| (11315) Salpêtrière                    | Hauptgürtel              |                 |             |
| (15150) Salsa                          | Hauptgürtel              |                 |             |
| (36614) Saltis                         | Hauptgürtel              |                 |             |
| (3044) Saltykov                        | Hauptgürtel              |                 |             |
| (33406) Saltzman                       | Hauptgürtel              |                 |             |
| (12789) Salvadoraguirre                | Hauptgürtel              |                 |             |
| (23318) Salvadorsanchez                | Hauptgürtel              |                 |             |
| (1083) Salvia                          | Hauptgürtel              |                 |             |
| (29672) Salvo                          | Hauptgürtel              |                 |             |
| (6442) Salzburg                        | Hauptgürtel              |                 |             |
| (22146) Samaan                         | Hauptgürtel              |                 |             |
| (19550) Samabates                      | Hauptgürtel              |                 |             |
| (12472) Samadhi                        | Hauptgürtel              |                 |             |
| (23798) Samagonzalez                   | Hauptgürtel              |                 |             |
| (26660) Samahalpern                    | Hauptgürtel              |                 |             |
| (3147) Samantha                        | Hauptgürtel              |                 |             |
| (27454) Samapaige                      | Hauptgürtel              |                 |             |
| (26922) Samara                         | Hauptgürtel              |                 |             |
| (12871) Samarasinha                    | Hauptgürtel              |                 |             |
| (26656) Samarenae                      | Hauptgürtel              |                 |             |
| (30939) Samaritaine                    | Hauptgürtel              |                 |             |
| (210271) Samarkand                     | Hauptgürtel              |                 |             |
| (28433) Samarquez                      | Hauptgürtel              |                 |             |
| (21736) Samaschneid                    | Hauptgürtel              |                 |             |
| (4016) Sambre                          | Hauptgürtel              |                 |             |
| (4784) Samcarin                        | Hauptgürtel              |                 |             |
| (9126) Samcoulson                      | Hauptgürtel              |                 |             |
| (15006) Samcristoforetti               | Hauptgürtel              |                 |             |
| (33565) Samferguson                    | Hauptgürtel              |                 |             |
| (20591) Sameergupta                    | Hauptgürtel              |                 |             |
| (30273) Samepstein                     | Hauptgürtel              |                 |             |
| (16211) Samirsur                       | Hauptgürtel              |                 |             |
| (2624) Samitchell                      | Hauptgürtel              |                 |             |
| (15384) Samková                        | Hauptgürtel              |                 |             |
| (8461) Sammiepung                      | Hauptgürtel              |                 |             |
| (20969) Samo                           | Hauptgürtel              |                 |             |
| (262418) Samofalov                     | Hauptgürtel              |                 |             |
| (10262) Samoilov                       | Hauptgürtel              |                 |             |
| (2091) Sampo                           | Hauptgürtel              |                 |             |
| (12577) Samra                          | Hauptgürtel              |                 |             |
| (9180) Samsagan                        | Hauptgürtel              |                 |             |
| (13667) Samthurman                     | Hauptgürtel              |                 |             |
| (11622) Samuele                        | Hauptgürtel              |                 |             |
| (17971) Samuelhowell                   | Hauptgürtel              |                 |             |
| (32623) Samuelkahn                     | Hauptgürtel              |                 |             |
| (177065) Samuelnoah                    | Hauptgürtel              |                 |             |
| (29773) Samuelpritt                    | Hauptgürtel              |                 |             |
| (10718) Samus’                         | Hauptgürtel              |                 |             |
| (4048) Samwestfall                     | Hauptgürtel              |                 |             |
| (25089) Sanabria-Rivera                | Hauptgürtel              |                 |             |
| (221230) Sanaloria                     | Hauptgürtel              |                 |             |
| (24523) Sanaraoof                      | Hauptgürtel              |                 |             |
| (32080) Sanashareef                    | Hauptgürtel              |                 |             |
| (26012) Sanborn                        | Hauptgürtel              |                 |             |
| (18335) San Cassiano                   | Hauptgürtel              |                 |             |
| (14613) Sanchez                        | Hauptgürtel              |                 |             |
| (25091) Sanchez-Claudio                | Hauptgürtel              |                 |             |
| (9963) Sandage                         | Hauptgürtel              |                 |             |
| (15552) Sandashounkan                  | Hauptgürtel              |                 |             |
| (105211) Sanden                        | Hauptgürtel              |                 |             |
| (3029) Sanders                         | Hauptgürtel              |                 |             |
| (3043) San Diego                       | Hauptgürtel              |                 |             |
| (4006) Sandler                         | Hauptgürtel              |                 |             |
| (1760) Sandra                          | Hauptgürtel              |                 |             |
| (20537) Sandraderosa                   | Hauptgürtel              |                 |             |
| (28680) Sandralitvin                   | Hauptgürtel              |                 |             |
| (1711) Sandrine                        | Hauptgürtel              |                 |             |
| (11337) Sandro                         | Hauptgürtel              |                 |             |
| (336203) Sandrobuss                    | Hauptgürtel              |                 |             |
| (241136) Sandstede                     | Hauptgürtel              |                 |             |
| (83362) Sandukruit                     | Hauptgürtel              |                 |             |
| (9403) Sanduleak                       | Hauptgürtel              |                 |             |
| (8597) Sandvicensis                    | Hauptgürtel              |                 |             |
| (129073) Sandyfreund                   | Hauptgürtel              |                 |             |
| (32943) Sandyryan                      | Hauptgürtel              |                 |             |
| (5685) Sanenobufukui                   | Hauptgürtel              |                 |             |
| (5736) Sanford                         | Hauptgürtel              |                 |             |
| (129898) Sanfordselznick               | Hauptgürtel              |                 |             |
| (28426) Sangani                        | Hauptgürtel              |                 |             |
| (9819) Sangerhausen                    | Hauptgürtel              |                 |             |
| (5081) Sanguin                         | Hauptgürtel              |                 |             |
| (29783) Sanjanarane                    | Hauptgürtel              |                 |             |
| (33762) Sanjayseshan                   | Hauptgürtel              |                 |             |
| (6216) San Jose                        | Hauptgürtel              |                 |             |
| (2284) San Juan                        | Hauptgürtel              |                 |             |
| (24940) Sankichiyama                   | Hauptgürtel              |                 |             |
| (216888) Sankovich                     | Hauptgürtel              |                 |             |
| (30779) Sankt-Stephan                  | Hauptgürtel              |                 |             |
| (7481) San Marcello                    | Hauptgürtel              |                 |             |
| (2745) San Martin                      | Hauptgürtel              |                 |             |
| (6667) Sannaimura                      | Hauptgürtel              |                 |             |
| (38203) Sanner                         | Hauptgürtel              |                 |             |
| (8660) Sano                            | Hauptgürtel              |                 |             |
| (18745) San Pedro                      | Hauptgürtel              |                 |             |
| (16847) Sanpoloamosciano               | Hauptgürtel              |                 |             |
| (9013) Sansaturio                      | Hauptgürtel              |                 |             |
| (3509) Sanshui                         | Hauptgürtel              |                 |             |
| (4212) Sansyu-Asuke                    | Hauptgürtel              |                 |             |
| (1288) Santa                           | Hauptgürtel              |                 |             |
| (22161) Santagata                      | Hauptgürtel              |                 |             |
| (28105) Santallo                       | Hauptgürtel              |                 |             |
| (2620) Santana                         | Hauptgürtel              |                 |             |
| (6969) Santaro                         | Hauptgürtel              |                 |             |
| (20832) Santhikodali                   | Hauptgürtel              |                 |             |
| (11335) Santiago                       | Hauptgürtel              |                 |             |
| (33191) Santiagostone                  | Hauptgürtel              |                 |             |
| (4158) Santini                         | Hauptgürtel              |                 |             |
| (37699) Santini-Aichl                  | Hauptgürtel              |                 |             |
| (58466) Santoka                        | Hauptgürtel              |                 |             |
| (80984) Santomurakami                  | Hauptgürtel              |                 |             |
| (19034) Santorini                      | Hauptgürtel              |                 |             |
| (9288) Santos-Sanz                     | Hauptgürtel              |                 |             |
| (7794) Sanvito                         | Hauptgürtel              |                 |             |
| (5537) Sanya                           | Hauptgürtel              |                 |             |
| (22177) Saotome                        | Hauptgürtel              |                 |             |
| (28107) Sapar                          | Hauptgürtel              |                 |             |
| (143641) Sapello                       | Hauptgürtel              |                 |             |
| (275) Sapientia                        | Hauptgürtel              |                 |             |
| (80) Sappho                            | Hauptgürtel              |                 |             |
| (24125) Sapphozoe                      | Hauptgürtel              |                 |             |
| (3473) Sapporo                         | Hauptgürtel              |                 |             |
| (533) Sara                             | Hauptgürtel              |                 |             |
| (2987) Sarabhai                        | Hauptgürtel              |                 |             |
| (5459) Saraburger                      | Hauptgürtel              |                 |             |
| (20355) Saraclark                      | Hauptgürtel              |                 |             |
| (152226) Saracole                      | Hauptgürtel              |                 |             |
| (6800) Saragamine                      | Hauptgürtel              |                 |             |
| (121469) Sarahaugh                     | Hauptgürtel              |                 |             |
| (18768) Sarahbates                     | Hauptgürtel              |                 |             |
| (18954) Sarahbounds                    | Hauptgürtel              |                 |             |
| (275106) Sarahdubeyjames               | Hauptgürtel              |                 |             |
| (159102) Sarahflanigan                 | Hauptgürtel              |                 |             |
| (31495) Sarahgalvin                    | Hauptgürtel              |                 |             |
| (19584) Sarahgerin                     | Hauptgürtel              |                 |             |
| (18855) Sarahgutman                    | Hauptgürtel              |                 |             |
| (3065) Sarahill                        | Hauptgürtel              |                 |             |
| (32022) Sarahjenkins                   | Hauptgürtel              |                 |             |
| (121486) Sarahkirby                    | Hauptgürtel              |                 |             |
| (22944) Sarahmarzen                    | Hauptgürtel              |                 |             |
| (13403) Sarahmousa                     | Hauptgürtel              |                 |             |
| (133432) Sarahnoble                    | Hauptgürtel              |                 |             |
| (23045) Sarahocken                     | Hauptgürtel              |                 |             |
| (21927) Sarahpierz                     | Hauptgürtel              |                 |             |
| (22544) Sarahrapo                      | Hauptgürtel              |                 |             |
| (28770) Sarahrines                     | Hauptgürtel              |                 |             |
| (129318) Sarahschlieder                | Hauptgürtel              |                 |             |
| (29982) Sarahwu                        | Hauptgürtel              |                 |             |
| (178267) Sarajevo                      | Hauptgürtel              |                 |             |
| (33714) Sarakaufman                    | Hauptgürtel              |                 |             |
| (23074) Sarakirsch                     | Hauptgürtel              |                 |             |
| (133782) Saraknutson                   | Hauptgürtel              |                 |             |
| (65091) Saramagrin                     | Hauptgürtel              |                 |             |
| (29681) Saramanshad                    | Hauptgürtel              |                 |             |
| (33603) Saramason                      | Hauptgürtel              |                 |             |
| (26851) Sarapul                        | Hauptgürtel              |                 |             |
| (5497) Sararussell                     | Hauptgürtel              |                 |             |
| (30057) Sarasakowitz                   | Hauptgürtel              |                 |             |
| (3026) Sarastro                        | Hauptgürtel              |                 |             |
| (28450) Saravolz                       | Hauptgürtel              |                 |             |
| (53252) Sardegna                       | Hauptgürtel              |                 |             |
| (336204) Sardinas                      | Hauptgürtel              |                 |             |
| (1012) Sarema                          | Hauptgürtel              |                 |             |
| (11758) Sargent                        | Hauptgürtel              |                 |             |
| (18939) Sariancel                      | Hauptgürtel              |                 |             |
| (19652) Saris                          | Hauptgürtel              |                 |             |
| (796) Sarita                           | Hauptgürtel              |                 |             |
| (25630) Sarkar                         | Hauptgürtel              |                 |             |
| (27456) Sarkisian                      | Hauptgürtel              |                 |             |
| (12190) Sarkisov                       | Hauptgürtel              |                 |             |
| (1920) Sarmiento                       | Hauptgürtel              |                 |             |
| (10258) Sárneczky                      | Hauptgürtel              |                 |             |
| (5059) Saroma                          | Hauptgürtel              |                 |             |
| (8557) Šaroun                          | Hauptgürtel              |                 |             |
| (9168) Sarov                           | Hauptgürtel              |                 |             |
| (2223) Sarpedon                        | Jupiter-Trojaner         |                 |             |
| (8335) Sarton                          | Hauptgürtel              |                 |             |
| (11384) Sartre                         | Hauptgürtel              |                 |             |
| (23773) Sarugaku                       | Hauptgürtel              |                 |             |
| (418532) Saruman                       | Hauptgürtel              |                 |             |
| (10768) Sarutahiko                     | Hauptgürtel              |                 |             |
| (9198) Sasagamine                      | Hauptgürtel              |                 |             |
| (10092) Sasaki                         | Hauptgürtel              |                 |             |
| (16035) Sasandford                     | Hauptgürtel              |                 |             |
| (3680) Sasha                           | Hauptgürtel              |                 |             |
| (6169) Sashakrot                       | Hauptgürtel              |                 |             |
| (461) Saskia                           | Hauptgürtel              |                 |             |
| (7500) Sassi                           | Hauptgürtel              |                 |             |
| (8194) Satake                          | Hauptgürtel              |                 |             |
| (9179) Satchmo                         | Hauptgürtel              |                 |             |
| (3292) Sather                          | Hauptgürtel              |                 |             |
| (9438) Satie                           | Hauptgürtel              |                 |             |
| (15946) Satinský                       | Hauptgürtel              |                 |             |
| (36424) Satokokumasaki                 | Hauptgürtel              |                 |             |
| (34088) Satokosuka                     | Hauptgürtel              |                 |             |
| (8668) Satomimura                      | Hauptgürtel              |                 |             |
| (15672) Sato-Norio                     | Hauptgürtel              |                 |             |
| (8485) Satoru                          | Hauptgürtel              |                 |             |
| (14927) Satoshi                        | Hauptgürtel              |                 |             |
| (12738) Satoshimiki                    | Hauptgürtel              |                 |             |
| (14499) Satotoshio                     | Hauptgürtel              |                 |             |
| (212929) Satovski                      | Hauptgürtel              |                 |             |
| (2402) Satpaev                         | Hauptgürtel              |                 |             |
| (308197) Satrapi                       | Hauptgürtel              |                 |             |
| (274213) Satriani                      | Hauptgürtel              |                 |             |
| (5300) Sats                            | Hauptgürtel              |                 |             |
| (7219) Satterwhite                     | Hauptgürtel              |                 |             |
| (99201) Sattler                        | Hauptgürtel              |                 |             |
| (246821) Satyarthi                     | Hauptgürtel              |                 |             |
| (3598) Saucier                         | Hauptgürtel              |                 |             |
| (9248) Sauer                           | Hauptgürtel              |                 |             |
| (13086) Sauerbruch                     | Hauptgürtel              |                 |             |
| (10659) Sauerland                      | Hauptgürtel              |                 |             |
| (428694) Saule                         | Hauptgürtel              |                 |             |
| (231265) Saulperlmutter                | Hauptgürtel              |                 |             |
| (31510) Saumya                         | Hauptgürtel              |                 |             |
| (7336) Saunders                        | Amor-Typ                 |                 |             |
| (20213) Saurabhsharan                  | Hauptgürtel              |                 |             |
| (69977) Saurodonati                    | Hauptgürtel              |                 |             |
| (3820) Sauval                          | Hauptgürtel              |                 |             |
| (29837) Savage                         | Hauptgürtel              |                 |             |
| (10907) Savalle                        | Hauptgürtel              |                 |             |
| (29862) Savannahjoy                    | Hauptgürtel              |                 |             |
| (121331) Savannahsalazar               | Hauptgürtel              |                 |             |
| (25813) Savannahshaw                   | Hauptgürtel              |                 |             |
| (13488) Savanov                        | Hauptgürtel              |                 |             |
| (64974) Savaria                        | Hauptgürtel              |                 |             |
| (21160) Saveriolombardi                | Hauptgürtel              |                 |             |
| (278447) Saviano                       | Hauptgürtel              |                 |             |
| (216345) Savigliano                    | Hauptgürtel              |                 |             |
| (10288) Saville                        | Hauptgürtel              |                 |             |
| (23667) Savinakim                      | Hauptgürtel              |                 |             |
| (6890) Savinykh                        | Hauptgürtel              |                 |             |
| (4303) Savitskij                       | Hauptgürtel              |                 |             |
| (1494) Savo                            | Hauptgürtel              |                 |             |
| (1525) Savonlinna                      | Hauptgürtel              |                 |             |
| (69259) Savostyanov                    | Hauptgürtel              |                 |             |
| (7677) Sawa                            | Hauptgürtel              |                 |             |
| (8915) Sawaishujiro                    | Hauptgürtel              |                 |             |
| (16552) Sawamura                       | Hauptgürtel              |                 |             |
| (6298) Sawaoka                         | Hauptgürtel              |                 |             |
| (18944) Sawilliams                     | Hauptgürtel              |                 |             |
| (2917) Sawyer Hogg                     | Hauptgürtel              |                 |             |
| (3534) Sax                             | Hauptgürtel              |                 |             |
| (10462) Saxogrammaticus                | Hauptgürtel              |                 |             |
| (4461) Sayama                          | Hauptgürtel              |                 |             |
| (4189) Sayany                          | Hauptgürtel              |                 |             |
| (3627) Sayers                          | Hauptgürtel              |                 |             |
| (21468) Saylor                         | Hauptgürtel              |                 |             |
| (10367) Sayo                           | Hauptgürtel              |                 |             |
| (32990) Sayo-hime                      | Hauptgürtel              |                 |             |
| (26201) Sayonisaha                     | Hauptgürtel              |                 |             |
| (2081) Sázava                          | Hauptgürtel              |                 |             |
| (1228) Scabiosa                        | Hauptgürtel              |                 |             |
| (26393) Scaffa                         | Hauptgürtel              |                 |             |
| (24728) Scagell                        | Hauptgürtel              |                 |             |
| (25035) Scalesse                       | Hauptgürtel              |                 |             |
| (2812) Scaltriti                       | Hauptgürtel              |                 |             |
| (460) Scania                           | Hauptgürtel              |                 |             |
| (8131) Scanlon                         | Hauptgürtel              |                 |             |
| (5248) Scardia                         | Hauptgürtel              |                 |             |
| (6532) Scarfe                          | Hauptgürtel              |                 |             |
| (6480) Scarlatti                       | Hauptgürtel              |                 |             |
| (198450) Scattolin                     | Hauptgürtel              |                 |             |
| (49441) Scerbanenco                    | Hauptgürtel              |                 |             |
| (3333) Schaber                         | Hauptgürtel              |                 |             |
| (30416) Schacht                        | Hauptgürtel              |                 |             |
| (315186) Schade                        | Marsbahnkreuzer          |                 |             |
| (5265) Schadow                         | Hauptgürtel              |                 |             |
| (15412) Schaefer                       | Hauptgürtel              |                 |             |
| (178243) Schaerding                    | Hauptgürtel              |                 |             |
| (33495) Schaferjames                   | Hauptgürtel              |                 |             |
| (1742) Schaifers                       | Hauptgürtel              |                 |             |
| (95247) Schalansky                     | Hauptgürtel              |                 |             |
| (1542) Schalén                         | Hauptgürtel              |                 |             |
| (8541) Schalkenmehren                  | Hauptgürtel              |                 |             |
| (6376) Schamp                          | Hauptgürtel              |                 |             |
| (31729) Scharmen                       | Hauptgürtel              |                 |             |
| (17764) Schatzman                      | Hauptgürtel              |                 |             |
| (1797) Schaumasse                      | Hauptgürtel              |                 |             |
| (10448) Schawlow                       | Hauptgürtel              |                 |             |
| (23383) Schedios                       | Jupiter-Trojaner         |                 |             |
| (8887) Scheeres                        | Hauptgürtel              |                 |             |
| (2485) Scheffler                       | Hauptgürtel              |                 |             |
| (643) Scheherezade                     | Hauptgürtel              |                 |             |
| (31032) Scheidemann                    | Hauptgürtel              |                 |             |
| (79087) Scheidt                        | Hauptgürtel              |                 |             |
| (596) Scheila                          | Hauptgürtel              |                 |             |
| (62794) Scheirich                      | Hauptgürtel              |                 |             |
| (195600) Scheithauer                   | Hauptgürtel              |                 |             |
| (30773) Schelde                        | Hauptgürtel              |                 |             |
| (10975) Schelderode                    | Hauptgürtel              |                 |             |
| (12661) Schelling                      | Hauptgürtel              |                 |             |
| (8807) Schenk                          | Hauptgürtel              |                 |             |
| (9639) Scherer                         | Hauptgürtel              |                 |             |
| (11553) Scheria                        | Hauptgürtel              |                 |             |
| (4062) Schiaparelli                    | Hauptgürtel              |                 |             |
| (22546) Schickler                      | Hauptgürtel              |                 |             |
| (7881) Schieferdecker                  | Hauptgürtel              |                 |             |
| (11338) Schiele                        | Hauptgürtel              |                 |             |
| (190283) Schielicke                    | Hauptgürtel              |                 |             |
| (61401) Schiff                         | Hauptgürtel              |                 |             |
| (22945) Schikowski                     | Hauptgürtel              |                 |             |
| (3079) Schiller                        | Hauptgürtel              |                 |             |
| (1255) Schilowa                        | Hauptgürtel              |                 |             |
| (2308) Schilt                          | Hauptgürtel              |                 |             |
| (24060) Schimenti                      | Hauptgürtel              |                 |             |
| (11572) Schindler                      | Hauptgürtel              |                 |             |
| (5297) Schinkel                        | Hauptgürtel              |                 |             |
| (8722) Schirra                         | Hauptgürtel              |                 |             |
| (6352) Schlaun                         | Hauptgürtel              |                 |             |
| (21613) Schlecht                       | Hauptgürtel              |                 |             |
| (12659) Schlegel                       | Hauptgürtel              |                 |             |
| (3536) Schleicher                      | Hauptgürtel              |                 |             |
| (37584) Schleiden                      | Hauptgürtel              |                 |             |
| (12694) Schleiermacher                 | Hauptgürtel              |                 |             |
| (26642) Schlenoff                      | Hauptgürtel              |                 |             |
| (1770) Schlesinger                     | Hauptgürtel              |                 |             |
| (6396) Schleswig                       | Hauptgürtel              |                 |             |
| (9522) Schlichting                     | Hauptgürtel              |                 |             |
| (3302) Schliemann                      | Hauptgürtel              |                 |             |
| (22983) Schlingheyde                   | Hauptgürtel              |                 |             |
| (9273) Schloerb                        | Hauptgürtel              |                 |             |
| (58896) Schlosser                      | Hauptgürtel              |                 |             |
| (21733) Schlottmann                    | Hauptgürtel              |                 |             |
| (6350) Schlüter                        | Hauptgürtel              |                 |             |
| (922) Schlutia                         | Hauptgürtel              |                 |             |
| (2234) Schmadel                        | Hauptgürtel              |                 |             |
| (25140) Schmedemann                    | Hauptgürtel              |                 |             |
| (6601) Schmeer                         | Hauptgürtel              |                 |             |
| (22348) Schmeidler                     | Hauptgürtel              |                 |             |
| (16013) Schmidgall                     | Hauptgürtel              |                 |             |
| (1743) Schmidt                         | Hauptgürtel              |                 |             |
| (18395) Schmiedmayer                   | Hauptgürtel              |                 |             |
| (6295) Schmoll                         | Hauptgürtel              |                 |             |
| (30042) Schmude                        | Hauptgürtel              |                 |             |
| (161546) Schneeweis                    | Hauptgürtel              |                 |             |
| (23514) Schneider                      | Hauptgürtel              |                 |             |
| (65712) Schneidmüller                  | Hauptgürtel              |                 |             |
| (1782) Schneller                       | Hauptgürtel              |                 |             |
| (29203) Schnitger                      | Hauptgürtel              |                 |             |
| (30836) Schnittke                      | Hauptgürtel              |                 |             |
| (2871) Schober                         | Hauptgürtel              |                 |             |
| (24277) Schoch                         | Hauptgürtel              |                 |             |
| (4527) Schoenberg                      | Hauptgürtel              |                 |             |
| (5071) Schoenmaker                     | Hauptgürtel              |                 |             |
| (8961) Schoenobaenus                   | Hauptgürtel              |                 |             |
| (2959) Scholl                          | Hauptgürtel              |                 |             |
| (12514) Schommer                       | Hauptgürtel              |                 |             |
| (19992) Schönbein                      | Hauptgürtel              |                 |             |
| (5926) Schönfeld                       | Hauptgürtel              |                 |             |
| (68779) Schöninger                     | Hauptgürtel              |                 |             |
| (17958) Schoof                         | Hauptgürtel              |                 |             |
| (120452) Schombert                     | Hauptgürtel              |                 |             |
| (7015) Schopenhauer                    | Hauptgürtel              |                 |             |
| (187123) Schorderet                    | Hauptgürtel              |                 |             |
| (1235) Schorria                        | Marsbahnkreuzer          |                 |             |
| (5312) Schott                          | Hauptgürtel              |                 |             |
| (11773) Schouten                       | Hauptgürtel              |                 |             |
| (48422) Schrade                        | Hauptgürtel              |                 |             |
| (113952) Schramm                       | Hauptgürtel              |                 |             |
| (13092) Schrödinger                    | Hauptgürtel              |                 |             |
| (19290) Schroeder                      | Hauptgürtel              |                 |             |
| (4983) Schroeteria                     | Hauptgürtel              |                 |             |
| (3707) Schröter                        | Hauptgürtel              |                 |             |
| (2665) Schrutka                        | Hauptgürtel              |                 |             |
| (1911) Schubart                        | Hauptgürtel              |                 |             |
| (14728) Schuchardt                     | Hauptgürtel              |                 |             |
| (2384) Schulhof                        | Hauptgürtel              |                 |             |
| (17976) Schulman                       | Hauptgürtel              |                 |             |
| (3524) Schulz                          | Hauptgürtel              |                 |             |
| (5704) Schumacher                      | Hauptgürtel              |                 |             |
| (4003) Schumann                        | Hauptgürtel              |                 |             |
| (15761) Schumi                         | Hauptgürtel              |                 |             |
| (5779) Schupmann                       | Hauptgürtel              |                 |             |
| (70850) Schur                          | Hauptgürtel              |                 |             |
| (2429) Schürer                         | Hauptgürtel              |                 |             |
| (2018) Schuster                        | Hauptgürtel              |                 |             |
| (4134) Schütz                          | Hauptgürtel              |                 |             |
| (2923) Schuyler                        | Hauptgürtel              |                 |             |
| (13006) Schwaar                        | Hauptgürtel              |                 |             |
| (6209) Schwaben                        | Hauptgürtel              |                 |             |
| (7580) Schwabhausen                    | Hauptgürtel              |                 |             |
| (2119) Schwall                         | Hauptgürtel              |                 |             |
| (2149) Schwambraniya                   | Hauptgürtel              |                 |             |
| (104896) Schwanden                     | Hauptgürtel              |                 |             |
| (21738) Schwank                        | Hauptgürtel              |                 |             |
| (13820) Schwartz                       | Hauptgürtel              |                 |             |
| (837) Schwarzschilda                   | Hauptgürtel              |                 |             |
| (10663) Schwarzwald                    | Hauptgürtel              |                 |             |
| (989) Schwassmannia                    | Hauptgürtel              |                 |             |
| (13724) Schwehm                        | Hauptgürtel              |                 |             |
| (1265) Schweikarda                     | Hauptgürtel              |                 |             |
| (7698) Schweitzer                      | Hauptgürtel              |                 |             |
| (24699) Schwekendiek                   | Hauptgürtel              |                 |             |
| (281764) Schwetzingen                  | Hauptgürtel              |                 |             |
| (32890) Schwob                         | Marsbahnkreuzer          |                 |             |
| (278513) Schwope                       | Hauptgürtel              |                 |             |
| (14145) Sciam                          | Hauptgürtel              |                 |             |
| (41206) Sciannameo                     | Hauptgürtel              |                 |             |
| (12380) Sciascia                       | Hauptgürtel              |                 |             |
| (28618) Scibelli                       | Hauptgürtel              |                 |             |
| (7756) Scientia                        | Hauptgürtel              |                 |             |
| (7334) Sciurus                         | Hauptgürtel              |                 |             |
| (3350) Scobee                          | Hauptgürtel              |                 |             |
| (17883) Scobuchanan                    | Hauptgürtel              |                 |             |
| (6632) Scoon                           | Hauptgürtel              |                 |             |
| (7735) Scorzelli                       | Hauptgürtel              |                 |             |
| (114024) Scotkleinman                  | Hauptgürtel              |                 |             |
| (876) Scott                            | Hauptgürtel              |                 |             |
| (135980) Scottanderson                 | Hauptgürtel              |                 |             |
| (32384) Scottbest                      | Hauptgürtel              |                 |             |
| (9544) Scottbirney                     | Hauptgürtel              |                 |             |
| (8022) Scottcrossfield                 | Hauptgürtel              |                 |             |
| (281445) Scotthowe                     | Hauptgürtel              |                 |             |
| (3594) Scotti                          | Hauptgürtel              |                 |             |
| (227310) Scottkardel                   | Hauptgürtel              |                 |             |
| (30316) Scottmassa                     | Hauptgürtel              |                 |             |
| (16094) Scottmccord                    | Hauptgürtel              |                 |             |
| (132005) Scottmcgregor                 | Hauptgürtel              |                 |             |
| (115891) Scottmichael                  | Hauptgürtel              |                 |             |
| (210686) Scottnorris                   | Hauptgürtel              |                 |             |
| (33811) Scottobin                      | Hauptgürtel              |                 |             |
| (30123) Scottrippeon                   | Hauptgürtel              |                 |             |
| (15779) Scottroberts                   | Hauptgürtel              |                 |             |
| (21962) Scottsandford                  | Hauptgürtel              |                 |             |
| (17898) Scottsheppard                  | Hauptgürtel              |                 |             |
| (25815) Scottskirlo                    | Hauptgürtel              |                 |             |
| (132792) Scottsmith                    | Hauptgürtel              |                 |             |
| (17216) Scottstuart                    | Hauptgürtel              |                 |             |
| (144716) Scotttucker                   | Hauptgürtel              |                 |             |
| (96344) Scottweaver                    | Hauptgürtel              |                 |             |
| (14698) Scottyoung                     | Hauptgürtel              |                 |             |
| (22833) Scottyu                        | Hauptgürtel              |                 |             |
| (4939) Scovil                          | Hauptgürtel              |                 |             |
| (155) Scylla                           | Hauptgürtel              |                 |             |
| (1306) Scythia                         | Hauptgürtel              |                 |             |
| (4856) Seaborg                         | Hauptgürtel              |                 |             |
| (9279) Seager                          | Hauptgürtel              |                 |             |
| (5574) Seagrave                        | Hauptgürtel              |                 |             |
| (25476) Sealfon                        | Hauptgürtel              |                 |             |
| (7051) Sean                            | Hauptgürtel              |                 |             |
| (34284) Seancampbell                   | Hauptgürtel              |                 |             |
| (13070) Seanconnery                    | Hauptgürtel              |                 |             |
| (47045) Seandaniel                     | Hauptgürtel              |                 |             |
| (28095) Seanmahoney                    | Hauptgürtel              |                 |             |
| (210533) Seanmisner                    | Hauptgürtel              |                 |             |
| (78905) Seanokeefe                     | Hauptgürtel              |                 |             |
| (20290) Seanraj                        | Hauptgürtel              |                 |             |
| (25137) Seansolomon                    | Hauptgürtel              |                 |             |
| (60148) Seanurban                      | Hauptgürtel              |                 |             |
| (22929) Seanwahl                       | Hauptgürtel              |                 |             |
| (28757) Seanweber                      | Hauptgürtel              |                 |             |
| (13157) Searfoss                       | Hauptgürtel              |                 |             |
| (4473) Sears                           | Hauptgürtel              |                 |             |
| (1482) Sebastiana                      | Hauptgürtel              |                 |             |
| (368617) Sebastianotero                | Hauptgürtel              |                 |             |
| (31689) Sebmellen                      | Hauptgürtel              |                 |             |
| (231969) Sebvauclair                   | Hauptgürtel              |                 |             |
| (429032) Sebvonhoerner                 | Hauptgürtel              |                 |             |
| (4705) Secchi                          | Hauptgürtel              |                 |             |
| (21192) Seccisergio                    | Hauptgürtel              |                 |             |
| (5234) Sechenov                        | Hauptgürtel              |                 |             |
| (43193) Secinaro                       | Hauptgürtel              |                 |             |
| (17166) Secombe                        | Hauptgürtel              |                 |             |
| (90377) Sedna                          | Transneptunisches Objekt |                 |             |
| (157064) Sedona                        | Hauptgürtel              |                 |             |
| (2785) Sedov                           | Hauptgürtel              |                 |             |
| (17955) Sedransk                       | Hauptgürtel              |                 |             |
| (8130) Seeberg                         | Hauptgürtel              |                 |             |
| (6553) Seehaus                         | Hauptgürtel              |                 |             |
| (65241) Seeley                         | Hauptgürtel              |                 |             |
| (892) Seeligeria                       | Hauptgürtel              |                 |             |
| (8310) Seelos                          | Hauptgürtel              |                 |             |
| (309917) Sefyani                       | Hauptgürtel              |                 |             |
| (21683) Segal                          | Hauptgürtel              |                 |             |
| (7733) Segarpassi                      | Hauptgürtel              |                 |             |
| (18567) Segenthau                      | Hauptgürtel              |                 |             |
| (7285) Seggewiss                       | Hauptgürtel              |                 |             |
| (28878) Segner                         | Hauptgürtel              |                 |             |
| (24645) Šegon                          | Hauptgürtel              |                 |             |
| (64553) Segorbe                        | Hauptgürtel              |                 |             |
| (25340) Segoves                        | Hauptgürtel              |                 |             |
| (3822) Segovia                         | Hauptgürtel              |                 |             |
| (29910) Segre                          | Hauptgürtel              |                 |             |
| (75190) Segreliliana                   | Hauptgürtel              |                 |             |
| (14206) Sehnal                         | Hauptgürtel              |                 |             |
| (136666) Seidel                        | Hauptgürtel              |                 |             |
| (3217) Seidelmann                      | Hauptgürtel              |                 |             |
| (4369) Seifert                         | Hauptgürtel              |                 |             |
| (18461) Seiichikanno                   | Hauptgürtel              |                 |             |
| (10351) Seiichisato                    | Hauptgürtel              |                 |             |
| (32200) Seiicyoshida                   | Hauptgürtel              |                 |             |
| (11442) Seijin-Sanso                   | Hauptgürtel              |                 |             |
| (4607) Seilandfarm                     | Hauptgürtel              |                 |             |
| (2292) Seili                           | Hauptgürtel              |                 |             |
| (2364) Seillier                        | Hauptgürtel              |                 |             |
| (5541) Seimei                          | Hauptgürtel              |                 |             |
| (1521) Seinäjoki                       | Hauptgürtel              |                 |             |
| (10735) Seine                          | Hauptgürtel              |                 |             |
| (21625) Seira                          | Hauptgürtel              |                 |             |
| (7533) Seiraiji                        | Hauptgürtel              |                 |             |
| (10226) Seishika                       | Hauptgürtel              |                 |             |
| (8575) Seishitakeuchi                  | Hauptgürtel              |                 |             |
| (9654) Seitennokai                     | Hauptgürtel              |                 |             |
| (4893) Seitter                         | Hauptgürtel              |                 |             |
| (4978) Seitz                           | Hauptgürtel              |                 |             |
| (16700) Seiwa                          | Hauptgürtel              |                 |             |
| (6868) Seiyauyeda                      | Hauptgürtel              |                 |             |
| (21985) Šejna                          | Hauptgürtel              |                 |             |
| (7365) Sejong                          | Hauptgürtel              |                 |             |
| (1913) Sekanina                        | Hauptgürtel              |                 |             |
| (5381) Sekhmet                         | Aten-Typ                 |                 |             |
| (24226) Sekhsaria                      | Hauptgürtel              |                 |             |
| (3426) Seki                            | Hauptgürtel              |                 |             |
| (5357) Sekiguchi                       | Hauptgürtel              |                 |             |
| (5631) Sekihokutouge                   | Hauptgürtel              |                 |             |
| (9960) Sekine                          | Hauptgürtel              |                 |             |
| (14443) Sekinenomatsu                  | Hauptgürtel              |                 |             |
| (7483) Sekitakakazu                    | Hauptgürtel              |                 |             |
| (13406) Sekora                         | Hauptgürtel              |                 |             |
| (27192) Selenali                       | Hauptgürtel              |                 |             |
| (580) Selene                           | Hauptgürtel              |                 |             |
| (3288) Seleucus                        | Amor-Typ                 |                 |             |
| (18565) Selg                           | Hauptgürtel              |                 |             |
| (500) Selinur                          | Hauptgürtel              |                 |             |
| (315174) Sellek                        | Hauptgürtel              |                 |             |
| (17078) Sellers                        | Hauptgürtel              |                 |             |
| (5789) Sellin                          | Hauptgürtel              |                 |             |
| (136818) Selqet                        | Aten-Typ                 |                 |             |
| (28625) Selvakumar                     | Hauptgürtel              |                 |             |
| (7725) Sel’vinskij                     | Hauptgürtel              |                 |             |
| (14693) Selwyn                         | Hauptgürtel              |                 |             |
| (19364) Semafor                        | Hauptgürtel              |                 |             |
| (4811) Semashko                        | Hauptgürtel              |                 |             |
| (86) Semele                            | Hauptgürtel              |                 |             |
| (12220) Semenchur                      | Hauptgürtel              |                 |             |
| (18015) Semenkovich                    | Hauptgürtel              |                 |             |
| (2475) Semenov                         | Hauptgürtel              |                 |             |
| (20740) Sémery                         | Hauptgürtel              |                 |             |
| (10670) Seminozhenko                   | Hauptgürtel              |                 |             |
| (584) Semiramis                        | Hauptgürtel              |                 |             |
| (2182) Semirot                         | Hauptgürtel              |                 |             |
| (4170) Semmelweis                      | Hauptgürtel              |                 |             |
| (7174) Semois                          | Hauptgürtel              |                 |             |
| (6353) Semper                          | Hauptgürtel              |                 |             |
| (1014) Semphyra                        | Hauptgürtel              |                 |             |
| (14015) Senancour                      | Hauptgürtel              |                 |             |
| (8603) Senator                         | Hauptgürtel              |                 |             |
| (207687) Senckenberg                   | Hauptgürtel              |                 |             |
| (3133) Sendai                          | Hauptgürtel              |                 |             |
| (9628) Sendaiotsuna                    | Hauptgürtel              |                 |             |
| (20664) Senec                          | Hauptgürtel              |                 |             |
| (2608) Seneca                          | Amor-Typ                 |                 |             |
| (4906) Seneferu                        | Hauptgürtel              |                 |             |
| (29959) Senevelling                    | Hauptgürtel              |                 |             |
| (59001) Senftenberg                    | Hauptgürtel              |                 |             |
| (10197) Senigalliesi                   | Hauptgürtel              |                 |             |
| (9785) Senjikan                        | Hauptgürtel              |                 |             |
| (7980) Senkevich                       | Hauptgürtel              |                 |             |
| (6543) Senna                           | Hauptgürtel              |                 |             |
| (5330) Senrikyu                        | Hauptgürtel              |                 |             |
| (550) Senta                            | Hauptgürtel              |                 |             |
| (17091) Senthalir                      | Hauptgürtel              |                 |             |
| (56957) Seohideaki                     | Hauptgürtel              |                 |             |
| (28480) Seojinyoung                    | Hauptgürtel              |                 |             |
| (7552) Sephton                         | Hauptgürtel              |                 |             |
| (7173) Sepkoski                        | Hauptgürtel              |                 |             |
| (483) Seppina                          | Hauptgürtel              |                 |             |
| (6238) Septimaclark                    | Hauptgürtel              |                 |             |
| (1103) Sequoia                         | Hauptgürtel              |                 |             |
| (97268) Serafinozani                   | Hauptgürtel              |                 |             |
| (838) Seraphina                        | Hauptgürtel              |                 |             |
| (14975) Serasin                        | Hauptgürtel              |                 |             |
| (365375) Serebrov                      | Hauptgürtel              |                 |             |
| (27309) Serenamccalla                  | Hauptgürtel              |                 |             |
| (6568) Serendip                        | Hauptgürtel              |                 |             |
| (24155) Serganov                       | Hauptgürtel              |                 |             |
| (36235) Sergebaudo                     | Hauptgürtel              |                 |             |
| (4470) Sergeev-Censkij                 | Hauptgürtel              |                 |             |
| (296638) Sergeibelov                   | Hauptgürtel              |                 |             |
| (4363) Sergej                          | Hauptgürtel              |                 |             |
| (7730) Sergerasimov                    | Hauptgürtel              |                 |             |
| (4829) Sergestus                       | Jupiter-Trojaner         |                 |             |
| (23755) Sergiolozano                   | Hauptgürtel              |                 |             |
| (15418) Sergiospinelli                 | Hauptgürtel              |                 |             |
| (17186) Sergivanov                     | Hauptgürtel              |                 |             |
| (11022) Serio                          | Hauptgürtel              |                 |             |
| (2225) Serkowski                       | Hauptgürtel              |                 |             |
| (3547) Serov                           | Hauptgürtel              |                 |             |
| (9968) Serpe                           | Hauptgürtel              |                 |             |
| (58573) Serpieri                       | Hauptgürtel              |                 |             |
| (19629) Serra                          | Hauptgürtel              |                 |             |
| (2691) Sérsic                          | Hauptgürtel              |                 |             |
| (9629) Servet                          | Hauptgürtel              |                 |             |
| (5205) Servian                         | Hauptgürtel              |                 |             |
| (21311) Servius                        | Hauptgürtel              |                 |             |
| (5094) Seryozha                        | Hauptgürtel              |                 |             |
| (166749) Sesar                         | Hauptgürtel              |                 |             |
| (4414) Sesostris                       | Hauptgürtel              |                 |             |
| (10006) Sessai                         | Hauptgürtel              |                 |             |
| (241509) Sessler                       | Hauptgürtel              |                 |             |
| (6818) Sessyu                          | Hauptgürtel              |                 |             |
| (29085) Sethanne                       | Hauptgürtel              |                 |             |
| (8618) Sethjacobson                    | Hauptgürtel              |                 |             |
| (70713) Sethmacfarlane                 | Hauptgürtel              |                 |             |
| (21709) Sethmurray                     | Hauptgürtel              |                 |             |
| (5009) Sethos                          | Hauptgürtel              |                 |             |
| (58622) Setoguchi                      | Hauptgürtel              |                 |             |
| (166944) Seton                         | Hauptgürtel              |                 |             |
| (3392) Setouchi                        | Marsbahnkreuzer          |                 |             |
| (6251) Setsuko                         | Hauptgürtel              |                 |             |
| (21187) Setsuo                         | Hauptgürtel              |                 |             |
| (8885) Sette                           | Hauptgürtel              |                 |             |
| (7846) Setvák                          | Hauptgürtel              |                 |             |
| (6678) Seurat                          | Hauptgürtel              |                 |             |
| (2121) Sevastopol                      | Hauptgürtel              |                 |             |
| (30305) Severi                         | Hauptgürtel              |                 |             |
| (9716) Severina                        | Hauptgürtel              |                 |             |
| (1737) Severny                         | Hauptgürtel              |                 |             |
| (117435) Severochoa                    | Hauptgürtel              |                 |             |
| (24607) Sevnatu                        | Hauptgürtel              |                 |             |
| (14189) Sèvre                          | Hauptgürtel              |                 |             |
| (89264) Sewanee                        | Hauptgürtel              |                 |             |
| (22815) Sewell                         | Hauptgürtel              |                 |             |
| (6586) Seydler                         | Hauptgürtel              |                 |             |
| (31944) Seyitherdem                    | Hauptgürtel              |                 |             |
| (266854) Sezenaksu                     | Hauptgürtel              |                 |             |
| (26971) Sezimovo Ústí                  | Hauptgürtel              |                 |             |
| (66671) Sfasu                          | Hauptgürtel              |                 |             |
| (59232) Sfiligoi                       | Hauptgürtel              |                 |             |
| (10458) Sfranke                        | Hauptgürtel              |                 |             |
| (13921) Sgarbini                       | Hauptgürtel              |                 |             |
| (2263) Shaanxi                         | Hauptgürtel              |                 |             |
| (15427) Shabas                         | Hauptgürtel              |                 |             |
| (289586) Shackleton                    | Hauptgürtel              |                 |             |
| (21745) Shadfan                        | Hauptgürtel              |                 |             |
| (6566) Shafter                         | Hauptgürtel              |                 |             |
| (11944) Shaftesbury                    | Hauptgürtel              |                 |             |
| (25981) Shahmirian                     | Hauptgürtel              |                 |             |
| (33574) Shailaja                       | Hauptgürtel              |                 |             |
| (10014) Shaim                          | Hauptgürtel              |                 |             |
| (5619) Shair                           | Hauptgürtel              |                 |             |
| (1648) Shajna                          | Hauptgürtel              |                 |             |
| (2985) Shakespeare                     | Hauptgürtel              |                 |             |
| (4618) Shakhovskoj                     | Hauptgürtel              |                 |             |
| (5959) Shaklan                         | Hauptgürtel              |                 |             |
| (14322) Shakura                        | Hauptgürtel              |                 |             |
| (3408) Shalamov                        | Hauptgürtel              |                 |             |
| (22640) Shalilabaena                   | Hauptgürtel              |                 |             |
| (25723) Shamascharak                   | Hauptgürtel              |                 |             |
| (254299) Shambleau                     | Hauptgürtel              |                 |             |
| (25372) Shanagarza                     | Hauptgürtel              |                 |             |
| (21814) Shanawolff                     | Hauptgürtel              |                 |             |
| (2510) Shandong                        | Hauptgürtel              |                 |             |
| (29467) Shandongdaxue                  | Hauptgürtel              |                 |             |
| (241442) Shandongkexie                 | Hauptgürtel              |                 |             |
| (32547) Shandroff                      | Hauptgürtel              |                 |             |
| (1994) Shane                           | Hauptgürtel              |                 |             |
| (25058) Shanegould                     | Hauptgürtel              |                 |             |
| (26250) Shaneludwig                    | Hauptgürtel              |                 |             |
| (2197) Shanghai                        | Hauptgürtel              |                 |             |
| (21402) Shanhuang                      | Hauptgürtel              |                 |             |
| (22817) Shankar                        | Hauptgürtel              |                 |             |
| (18838) Shannon                        | Hauptgürtel              |                 |             |
| (20812) Shannonbabb                    | Hauptgürtel              |                 |             |
| (30128) Shannonbunch                   | Hauptgürtel              |                 |             |
| (31461) Shannonlee                     | Hauptgürtel              |                 |             |
| (25404) Shansample                     | Hauptgürtel              |                 |             |
| (18670) Shantanugaur                   | Hauptgürtel              |                 |             |
| (3139) Shantou                         | Hauptgürtel              |                 |             |
| (1881) Shao                            | Hauptgürtel              |                 |             |
| (3832) Shapiro                         | Hauptgürtel              |                 |             |
| (1123) Shapleya                        | Hauptgürtel              |                 |             |
| (1902) Shaposhnikov                    | Hauptgürtel              |                 |             |
| (5543) Sharaf                          | Hauptgürtel              |                 |             |
| (17092) Sharanya                       | Hauptgürtel              |                 |             |
| (367633) Shargorodskij                 | Hauptgürtel              |                 |             |
| (175109) Sharickaer                    | Hauptgürtel              |                 |             |
| (5580) Sharidake                       | Hauptgürtel              |                 |             |
| (4074) Sharkov                         | Hauptgürtel              |                 |             |
| (380607) Sharma                        | Hauptgürtel              |                 |             |
| (33789) Sharmacam                      | Hauptgürtel              |                 |             |
| (3694) Sharon                          | Hauptgürtel              |                 |             |
| (134072) Sharonhooven                  | Hauptgürtel              |                 |             |
| (2416) Sharonov                        | Hauptgürtel              |                 |             |
| (32550) Sharonthomas                   | Hauptgürtel              |                 |             |
| (5426) Sharp                           | Hauptgürtel              |                 |             |
| (20481) Sharples                       | Hauptgürtel              |                 |             |
| (9469) Shashank                        | Hauptgürtel              |                 |             |
| (30299) Shashkishore                   | Hauptgürtel              |                 |             |
| (12593) Shashlov                       | Hauptgürtel              |                 |             |
| (31556) Shatner                        | Hauptgürtel              |                 |             |
| (25650) Shaubakshi                     | Hauptgürtel              |                 |             |
| (31807) Shaunalennon                   | Hauptgürtel              |                 |             |
| (24332) Shaunalinn                     | Hauptgürtel              |                 |             |
| (134125) Shaundaly                     | Hauptgürtel              |                 |             |
| (30017) Shaundatta                     | Hauptgürtel              |                 |             |
| (127933) Shaunoborn                    | Hauptgürtel              |                 |             |
| (3027) Shavarsh                        | Hauptgürtel              |                 |             |
| (4510) Shawna                          | Hauptgürtel              |                 |             |
| (8642) Shawnkerry                      | Hauptgürtel              |                 |             |
| (20296) Shayestorm                     | Hauptgürtel              |                 |             |
| (4625) Shchedrin                       | Hauptgürtel              |                 |             |
| (2377) Shcheglov                       | Hauptgürtel              |                 |             |
| (3886) Shcherbakovia                   | Hauptgürtel              |                 |             |
| (4870) Shcherban’                      | Hauptgürtel              |                 |             |
| (11450) Shearer                        | Hauptgürtel              |                 |             |
| (1196) Sheba                           | Hauptgürtel              |                 |             |
| (18013) Shedletsky                     | Hauptgürtel              |                 |             |
| (16037) Sheehan                        | Hauptgürtel              |                 |             |
| (4704) Sheena                          | Hauptgürtel              |                 |             |
| (18665) Sheenahayes                    | Hauptgürtel              |                 |             |
| (195777) Sheepman                      | Hauptgürtel              |                 |             |
| (21618) Sheikh                         | Hauptgürtel              |                 |             |
| (30211) Sheilah                        | Hauptgürtel              |                 |             |
| (129148) Sheilahaggard                 | Hauptgürtel              |                 |             |
| (6234) Sheilawolfman                   | Hauptgürtel              |                 |             |
| (278956) Shei-Pa                       | Hauptgürtel              |                 |             |
| (3967) Shekhtelia                      | Hauptgürtel              |                 |             |
| (201372) Sheldon                       | Hauptgürtel              |                 |             |
| (246247) Sheldoncooper                 | Hauptgürtel              |                 |             |
| (6715) Sheldonmarks                    | Hauptgürtel              |                 |             |
| (17601) Sheldonschafer                 | Hauptgürtel              |                 |             |
| (29614) Sheller                        | Hauptgürtel              |                 |             |
| (17280) Shelly                         | Hauptgürtel              |                 |             |
| (22586) Shellyhynes                    | Hauptgürtel              |                 |             |
| (5953) Shelton                         | Hauptgürtel              |                 |             |
| (7925) Shelus                          | Hauptgürtel              |                 |             |
| (30444) Shemp                          | Hauptgürtel              |                 |             |
| (202605) Shenchunshan                  | Hauptgürtel              |                 |             |
| (2027) Shen Guo                        | Hauptgürtel              |                 |             |
| (26551) Shenliangbo                    | Hauptgürtel              |                 |             |
| (2425) Shenzhen                        | Hauptgürtel              |                 |             |
| (8256) Shenzhou                        | Marsbahnkreuzer          |                 |             |
| (23060) Shepherd                       | Hauptgürtel              |                 |             |
| (2036) Sheragul                        | Hauptgürtel              |                 |             |
| (20559) Sheridanlamp                   | Hauptgürtel              |                 |             |
| (50722) Sherlin                        | Hauptgürtel              |                 |             |
| (5049) Sherlock                        | Hauptgürtel              | (21621) Sherman | Hauptgürtel |
| (7077) Shermanschultz                  | Hauptgürtel              |                 |             |
| (20375) Sherrigerten                   | Hauptgürtel              |                 |             |
| (117736) Sherrod                       | Hauptgürtel              |                 |             |
| (26667) Sherwinwu                      | Hauptgürtel              |                 |             |
| (9681) Sherwoodrowland                 | Hauptgürtel              |                 |             |
| (5044) Shestaka                        | Hauptgürtel              |                 |             |
| (5707) Shevchenko                      | Hauptgürtel              |                 |             |
| (185636) Shiao Lin                     | Hauptgürtel              |                 |             |
| (14338) Shibakoukan                    | Hauptgürtel              |                 |             |
| (27879) Shibata                        | Hauptgürtel              |                 |             |
| (19313) Shibatakazunari                | Hauptgürtel              |                 |             |
| (10570) Shibayasuo                     | Hauptgürtel              |                 |             |
| (4350) Shibecha                        | Hauptgürtel              |                 |             |
| (4634) Shibuya                         | Hauptgürtel              |                 |             |
| (28468) Shichangxu                     | Hauptgürtel              |                 |             |
| (6881) Shifutsu                        | Hauptgürtel              |                 |             |
| (6979) Shigefumi                       | Hauptgürtel              |                 |             |
| (8736) Shigehisa                       | Hauptgürtel              |                 |             |
| (8276) Shigei                          | Hauptgürtel              |                 |             |
| (24981) Shigekimurakami                | Hauptgürtel              |                 |             |
| (6567) Shigemasa                       | Hauptgürtel              |                 |             |
| (7597) Shigemi                         | Hauptgürtel              |                 |             |
| (4376) Shigemori                       | Hauptgürtel              |                 |             |
| (21015) Shigenari                      | Hauptgürtel              |                 |             |
| (12788) Shigeno                        | Hauptgürtel              |                 |             |
| (15916) Shigeoyamada                   | Hauptgürtel              |                 |             |
| (6707) Shigeru                         | Hauptgürtel              |                 |             |
| (24159) Shigetakahashi                 | Hauptgürtel              |                 |             |
| (9800) Shigetoshi                      | Hauptgürtel              |                 |             |
| (19954) Shigeyoshi                     | Hauptgürtel              |                 |             |
| (91907) Shiho                          | Hauptgürtel              |                 |             |
| (64289) Shihwingching                  | Hauptgürtel              |                 |             |
| (29431) Shijimi                        | Hauptgürtel              |                 |             |
| (4890) Shikanosima                     | Hauptgürtel              |                 |             |
| (7206) Shiki                           | Hauptgürtel              |                 |             |
| (4223) Shikoku                         | Hauptgürtel              |                 |             |
| (175613) Shikoku-karst                 | Hauptgürtel              |                 |             |
| (5962) Shikokutenkyo                   | Hauptgürtel              |                 |             |
| (7450) Shilling                        | Hauptgürtel              |                 |             |
| (4164) Shilov                          | Hauptgürtel              |                 |             |
| (13678) Shimada                        | Hauptgürtel              |                 |             |
| (9231) Shimaken                        | Hauptgürtel              |                 |             |
| (9235) Shimanamikaido                  | Hauptgürtel              |                 |             |
| (3182) Shimanto                        | Hauptgürtel              |                 |             |
| (2879) Shimizu                         | Hauptgürtel              |                 |             |
| (10561) Shimizumasahiro                | Hauptgürtel              |                 |             |
| (21282) Shimizuyuka                    | Hauptgürtel              |                 |             |
| (14853) Shimokawa                      | Hauptgürtel              |                 |             |
| (18365) Shimomoto                      | Hauptgürtel              |                 |             |
| (11492) Shimose                        | Hauptgürtel              |                 |             |
| (2908) Shimoyama                       | Hauptgürtel              |                 |             |
| (31744) Shimshock                      | Hauptgürtel              |                 |             |
| (4002) Shinagawa                       | Hauptgürtel              |                 |             |
| (13679) Shinanogawa                    | Hauptgürtel              |                 |             |
| (13140) Shinchukai                     | Hauptgürtel              |                 |             |
| (21390) Shindo                         | Hauptgürtel              |                 |             |
| (28481) Shindongju                     | Hauptgürtel              |                 |             |
| (294595) Shingareva                    | Hauptgürtel              |                 |             |
| (24053) Shinichiro                     | Hauptgürtel              |                 |             |
| (16796) Shinji                         | Hauptgürtel              |                 |             |
| (15910) Shinkamigoto                   | Hauptgürtel              |                 |             |
| (7309) Shinkawakami                    | Hauptgürtel              |                 |             |
| (9745) Shinkenwada                     | Hauptgürtel              |                 |             |
| (4498) Shinkoyama                      | Hauptgürtel              |                 |             |
| (18609) Shinobuyama                    | Hauptgürtel              |                 |             |
| (14555) Shinohara                      | Hauptgürtel              |                 |             |
| (10882) Shinonaga                      | Hauptgürtel              |                 |             |
| (9076) Shinsaku                        | Hauptgürtel              |                 |             |
| (47086) Shinseiko                      | Hauptgürtel              |                 |             |
| (5815) Shinsengumi                     | Hauptgürtel              |                 |             |
| (13094) Shinshuueda                    | Hauptgürtel              |                 |             |
| (26459) Shinsubin                      | Hauptgürtel              |                 |             |
| (23887) Shinsukeabe                    | Hauptgürtel              |                 |             |
| (21368) Shiodayama                     | Hauptgürtel              |                 |             |
| (160903) Shiokaze                      | Hauptgürtel              |                 |             |
| (55873) Shiomidake                     | Hauptgürtel              |                 |             |
| (34817) Shiominemoto                   | Hauptgürtel              |                 |             |
| (6337) Shiota                          | Hauptgürtel              |                 |             |
| (2530) Shipka                          | Hauptgürtel              |                 |             |
| (20096) Shiraishiakihiko               | Hauptgürtel              |                 |             |
| (21302) Shirakamisanchi                | Hauptgürtel              |                 |             |
| (6198) Shirakawa                       | Hauptgürtel              |                 |             |
| (22470) Shirakawa-go                   | Hauptgürtel              |                 |             |
| (5692) Shirao                          | Hauptgürtel              |                 |             |
| (12326) Shirasaki                      | Hauptgürtel              |                 |             |
| (10148) Shirase                        | Hauptgürtel              |                 |             |
| (85400) Shiratakachu                   | Hauptgürtel              |                 |             |
| (13942) Shiratakihime                  | Hauptgürtel              |                 |             |
| (20357) Shireendhir                    | Hauptgürtel              |                 |             |
| (3867) Shiretoko                       | Hauptgürtel              |                 |             |
| (5624) Shirley                         | Hauptgürtel              |                 |             |
| (11136) Shirleymarinus                 | Hauptgürtel              |                 |             |
| (6767) Shirvindt                       | Hauptgürtel              |                 |             |
| (325369) Shishilov                     | Hauptgürtel              |                 |             |
| (9466) Shishir                         | Hauptgürtel              |                 |             |
| (3558) Shishkin                        | Hauptgürtel              |                 |             |
| (24186) Shivanisud                     | Hauptgürtel              |                 |             |
| (11682) Shiwaku                        | Hauptgürtel              |                 |             |
| (27610) Shixuanli                      | Hauptgürtel              |                 |             |
| (28530) Shiyimeng                      | Hauptgürtel              |                 |             |
| (4200) Shizukagozen                    | Hauptgürtel              |                 |             |
| (132825) Shizu-Mao                     | Hauptgürtel              |                 |             |
| (7634) Shizutani-Kou                   | Hauptgürtel              |                 |             |
| (2849) Shklovskij                      | Hauptgürtel              |                 |             |
| (4364) Shkodrov                        | Hauptgürtel              |                 |             |
| (25156) Shkolnik                       | Hauptgürtel              |                 |             |
| (12234) Shkuratov                      | Hauptgürtel              |                 |             |
| (1833) Shmakova                        | Hauptgürtel              |                 |             |
| (10286) Shnollia                       | Hauptgürtel              |                 |             |
| (148604) Shobbrook                     | Hauptgürtel              |                 |             |
| (2074) Shoemaker                       | Marsbahnkreuzer          |                 |             |
| (26919) Shoichimiyata                  | Hauptgürtel              |                 |             |
| (75308) Shoin                          | Hauptgürtel              |                 |             |
| (8578) Shojikato                       | Hauptgürtel              |                 |             |
| (208499) Shokasonjuku                  | Hauptgürtel              |                 |             |
| (8306) Shoko                           | Hauptgürtel              |                 |             |
| (48778) Shokoyukako                    | Hauptgürtel              |                 |             |
| (2448) Sholokhov                       | Hauptgürtel              |                 |             |
| (3946) Shor                            | Hauptgürtel              |                 |             |
| (16599) Shorland                       | Hauptgürtel              |                 |             |
| (5627) Short                           | Innerer Hauptgürtel      |                 |             |
| (6158) Shosanbetsu                     | Hauptgürtel              |                 |             |
| (5395) Shosasaki                       | Hauptgürtel              |                 |             |
| (22554) Shoshanatell                   | Hauptgürtel              |                 |             |
| (2669) Shostakovich                    | Hauptgürtel              |                 |             |
| (7594) Shotaro                         | Hauptgürtel              |                 |             |
| (19818) Shotwell                       | Hauptgürtel              |                 |             |
| (5922) Shouichi                        | Hauptgürtel              |                 |             |
| (11852) Shoumen                        | Hauptgürtel              |                 |             |
| (4973) Showa                           | Hauptgürtel              |                 |             |
| (18499) Showalter                      | Marsbahnkreuzer          |                 |             |
| (8874) Showashinzan                    | Hauptgürtel              |                 |             |
| (14873) Shoyo                          | Hauptgürtel              |                 |             |
| (10366) Shozosato                      | Hauptgürtel              |                 |             |
| (6844) Shpak                           | Hauptgürtel              |                 |             |
| (21703) Shravanimikk                   | Hauptgürtel              |                 |             |
| (78536) Shrbený                        | Hauptgürtel              |                 |             |
| (25178) Shreebose                      | Hauptgürtel              |                 |             |
| (33188) Shreya                         | Hauptgürtel              |                 |             |
| (32281) Shreyamenon                    | Hauptgürtel              |                 |             |
| (13710) Shridhar                       | Hauptgürtel              |                 |             |
| (9804) Shrikulkarni                    | Hauptgürtel              |                 |             |
| (33806) Shrivastava                    | Hauptgürtel              |                 |             |
| (25478) Shrock                         | Hauptgürtel              |                 |             |
| (115331) Shrylmiles                    | Hauptgürtel              |                 |             |
| (7278) Shtokolov                       | Hauptgürtel              |                 |             |
| (27254) Shubhrosaha                    | Hauptgürtel              |                 |             |
| (9436) Shudo                           | Hauptgürtel              |                 |             |
| (27396) Shuji                          | Hauptgürtel              |                 |             |
| (227152) Shujinakamura                 | Hauptgürtel              |                 |             |
| (12596) Shukla                         | Hauptgürtel              |                 |             |
| (2777) Shukshin                        | Hauptgürtel              |                 |             |
| (31363) Shulga                         | Hauptgürtel              |                 |             |
| (4187) Shulnazaria                     | Hauptgürtel              |                 |             |
| (4787) Shul’zhenko                     | Hauptgürtel              |                 |             |
| (16525) Shumarinaiko                   | Hauptgürtel              |                 |             |
| (13906) Shunda                         | Hauptgürtel              |                 |             |
| (9254) Shunkai                         | Hauptgürtel              |                 |             |
| (29986) Shunsuke                       | Hauptgürtel              |                 |             |
| (1977) Shura                           | Hauptgürtel              |                 |             |
| (279274) Shurpakov                     | Hauptgürtel              |                 |             |
| (27572) Shurtleff                      | Hauptgürtel              |                 |             |
| (8822) Shuryanka                       | Hauptgürtel              |                 |             |
| (9145) Shustov                         | Hauptgürtel              |                 |             |
| (14310) Shuttleworth                   | Hauptgürtel              |                 |             |
| (8609) Shuvalov                        | Hauptgürtel              |                 |             |
| (22919) Shuwan                         | Hauptgürtel              |                 |             |
| (4196) Shuya                           | Hauptgürtel              |                 |             |
| (26537) Shyamalbuch                    | Hauptgürtel              |                 |             |
| (157534) Siauliai                      | Hauptgürtel              |                 |             |
| (12013) Sibatahosimi                   | Hauptgürtel              |                 |             |
| (1405) Sibelius                        | Hauptgürtel              |                 |             |
| (1094) Siberia                         | Hauptgürtel              |                 |             |
| (168) Sibylla                          | Hauptgürtel              |                 |             |
| (6280) Sicardy                         | Hauptgürtel              |                 |             |
| (229864) Sichouzhilu                   | Hauptgürtel              |                 |             |
| (2215) Sichuan                         | Hauptgürtel              |                 |             |
| (1258) Sicilia                         | Hauptgürtel              |                 |             |
| (171112) Sickafoose                    | Hauptgürtel              |                 |             |
| (7866) Sicoli                          | Hauptgürtel              |                 |             |
| (25182) Siddhawan                      | Hauptgürtel              |                 |             |
| (36672) Sidi                           | Hauptgürtel              |                 |             |
| (2343) Siding Spring                   | Hauptgürtel              |                 |             |
| (26665) Sidjena                        | Hauptgürtel              |                 |             |
| (68448) Sidneywolff                    | Hauptgürtel              |                 |             |
| (579) Sidonia                          | Hauptgürtel              |                 |             |
| (9005) Sidorova                        | Hauptgürtel              |                 |             |
| (11792) Sidorovsky                     | Hauptgürtel              |                 |             |
| (7162) Sidwell                         | Hauptgürtel              |                 |             |
| (1632) Sieböhme                        | Hauptgürtel              |                 |             |
| (5448) Siebold                         | Hauptgürtel              |                 |             |
| (5375) Siedentopf                      | Hauptgürtel              |                 |             |
| (10446) Siegbahn                       | Hauptgürtel              |                 |             |
| (386) Siegena                          | Hauptgürtel              |                 |             |
| (15147) Siegfried                      | Hauptgürtel              |                 |             |
| (73701) Siegfriedbauer                 | Hauptgürtel              |                 |             |
| (2560) Siegma                          | Hauptgürtel              |                 |             |
| (15448) Siegwarth                      | Hauptgürtel              |                 |             |
| (189396) Sielewicz                     | Hauptgürtel              |                 |             |
| (208351) Sielmann                      | Hauptgürtel              |                 |             |
| (367436) Siena                         | Hauptgürtel              |                 |             |
| (32610) Siennafink                     | Hauptgürtel              |                 |             |
| (17030) Sierks                         | Hauptgürtel              |                 |             |
| (199950) Sierpc                        | Hauptgürtel              |                 |             |
| (12598) Sierra                         | Hauptgürtel              |                 |             |
| (202806) Sierrastars                   | Hauptgürtel              |                 |             |
| (4484) Sif                             | Hauptgürtel              |                 |             |
| (7203) Sigeki                          | Hauptgürtel              |                 |             |
| (552) Sigelinde                        | Hauptgürtel              |                 |             |
| (8544) Sigenori                        | Hauptgürtel              |                 |             |
| (22802) Sigiriya                       | Hauptgürtel              |                 |             |
| (6571) Sigmund                         | Hauptgürtel              |                 |             |
| (17737) Sigmundjähn                    | Hauptgürtel              |                 |             |
| (8239) Signac                          | Hauptgürtel              |                 |             |
| (459) Signe                            | Hauptgürtel              |                 |             |
| (33190) Sigrest                        | Hauptgürtel              |                 |             |
| (1493) Sigrid                          | Hauptgürtel              |                 |             |
| (502) Sigune                           | Hauptgürtel              |                 |             |
| (11066) Sigurd                         | Apollo-Typ               |                 |             |
| (3631) Sigyn                           | Hauptgürtel              |                 |             |
| (25878) Sihengyou                      | Hauptgürtel              |                 |             |
| (3201) Sijthoff                        | Hauptgürtel              |                 |             |
| (22739) Sikhote-Alin                   | Hauptgürtel              |                 |             |
| (10090) Sikorsky                       | Hauptgürtel              |                 |             |
| (8561) Sikoruk                         | Hauptgürtel              |                 |             |
| (308825) Siksika                       | Hauptgürtel              |                 |             |
| (79360) Sila-Nunam                     | Transneptunisches Objekt |                 |             |
| (3943) Silbermann                      | Hauptgürtel              |                 |             |
| (10055) Silcher                        | Hauptgürtel              |                 |             |
| (5710) Silentium                       | Hauptgürtel              |                 |             |
| (257) Silesia                          | Hauptgürtel              |                 |             |
| (7770) Siljan                          | Hauptgürtel              |                 |             |
| (1733) Silke                           | Hauptgürtel              |                 |             |
| (1446) Sillanpää                       | Hauptgürtel              |                 |             |
| (21627) Sillis                         | Hauptgürtel              |                 |             |
| (129234) Silly                         | Hauptgürtel              |                 |             |
| (15899) Silvain                        | Hauptgürtel              |                 |             |
| (214715) Silvanofuso                   | Hauptgürtel              |                 |             |
| (6853) Silvanomassaglia                | Hauptgürtel              |                 |             |
| (5003) Silvanominuto                   | Hauptgürtel              |                 |             |
| (22618) Silva Nortica                  | Hauptgürtel              |                 |             |
| (5325) Silver                          | Hauptgürtel              |                 |             |
| (30425) Silverman                      | Hauptgürtel              |                 |             |
| (168948) Silvestri                     | Hauptgürtel              |                 |             |
| (159865) Silvialonso                   | Hauptgürtel              |                 |             |
| (29753) Silvo                          | Hauptgürtel              |                 |             |
| (1317) Silvretta                       | Hauptgürtel              |                 |             |
| (23437) Šíma                           | Hauptgürtel              |                 |             |
| (12620) Simaqian                       | Hauptgürtel              |                 |             |
| (4692) SIMBAD                          | Hauptgürtel              |                 |             |
| (7924) Simbirsk                        | Hauptgürtel              |                 |             |
| (17982) Simcmillan                     | Hauptgürtel              |                 |             |
| (748) Simeïsa                          | Hauptgürtel              |                 |             |
| (14098) Šimek                          | Hauptgürtel              |                 |             |
| (239203) Simeon                        | Hauptgürtel              |                 |             |
| (2141) Simferopol                      | Hauptgürtel              |                 |             |
| (22294) Simmons                        | Hauptgürtel              |                 |             |
| (32720) Simoeisios                     | Jupiter-Trojaner         |                 |             |
| (5830) Simohiro                        | Hauptgürtel              |                 |             |
| (1033) Simona                          | Hauptgürtel              |                 |             |
| (78830) Simonadirubbo                  | Hauptgürtel              |                 |             |
| (28817) Simoneflood                    | Hauptgürtel              |                 |             |
| (6950) Simonek                         | Hauptgürtel              |                 |             |
| (8071) Simonelli                       | Hauptgürtel              |                 |             |
| (72543) Simonemarchi                   | Hauptgürtel              |                 |             |
| (4280) Simonenko                       | Hauptgürtel              |                 |             |
| (29706) Simonetta                      | Hauptgürtel              |                 |             |
| (91287) Simon-Garfunkel                | Hauptgürtel              |                 |             |
| (9831) Simongreen                      | Hauptgürtel              |                 |             |
| (8625) Simonhelberg                    | Hauptgürtel              |                 |             |
| (1675) Simonida                        | Hauptgürtel              |                 |             |
| (2426) Simonov                         | Hauptgürtel              |                 |             |
| (149528) Simónrodríguez                | Hauptgürtel              |                 |             |
| (24068) Simonsen                       | Hauptgürtel              |                 |             |
| (53237) Simonson                       | Hauptgürtel              |                 |             |
| (142275) Simonyi                       | Hauptgürtel              |                 |             |
| (19656) Simpkins                       | Hauptgürtel              |                 |             |
| (4788) Simpson                         | Hauptgürtel              |                 |             |
| (6860) Sims                            | Hauptgürtel              |                 |             |
| (11914) Sinachopoulos                  | Hauptgürtel              |                 |             |
| (7934) Sinatra                         | Hauptgürtel              |                 |             |
| (20483) Sinay                          | Hauptgürtel              |                 |             |
| (21412) Sinchanban                     | Hauptgürtel              |                 |             |
| (15828) Sincheskul                     | Hauptgürtel              |                 |             |
| (41488) Sindbad                        | Hauptgürtel              |                 |             |
| (3847) Šindel                          | Hauptgürtel              |                 |             |
| (10369) Sinden                         | Hauptgürtel              |                 |             |
| (12599) Singhal                        | Hauptgürtel              |                 |             |
| (31706) Singhani                       | Hauptgürtel              |                 |             |
| (16014) Sinha                          | Hauptgürtel              |                 |             |
| (200052) Sinigaglia                    | Hauptgürtel              |                 |             |
| (53256) Sinitiere                      | Hauptgürtel              |                 |             |
| (17004) Sinkevich                      | Hauptgürtel              |                 |             |
| (3706) Sinnott                         | Hauptgürtel              |                 |             |
| (3391) Sinon                           | Jupiter-Trojaner         |                 |             |
| (4333) Sinton                          | Hauptgürtel              |                 |             |
| (4512) Sinuhe                          | Hauptgürtel              |                 |             |
| (4981) Sinyavskaya                     | Hauptgürtel              |                 |             |
| (8529) Sinzi                           | Hauptgürtel              |                 |             |
| (3389) Sinzot                          | Hauptgürtel              |                 |             |
| (6277) Siok                            | Hauptgürtel              |                 |             |
| (21629) Siperstein                     | Hauptgürtel              |                 |             |
| (31931) Sipiera                        | Hauptgürtel              |                 |             |
| (204805) Šipöcz                        | Hauptgürtel              |                 |             |
| (15860) Siráň                          | Hauptgürtel              |                 |             |
| (12445) Sirataka                       | Hauptgürtel              |                 |             |
| (29355) Siratakayama                   | Hauptgürtel              |                 |             |
| (314988) Sireland                      | Hauptgürtel              |                 |             |
| (1009) Sirene                          | Marsbahnkreuzer          |                 |             |
| (332) Siri                             | Hauptgürtel              |                 |             |
| (20293) Sirichelson                    | Hauptgürtel              |                 |             |
| (23310) Siriwon                        | Hauptgürtel              |                 |             |
| (169299) Sirko                         | Hauptgürtel              |                 |             |
| (116) Sirona                           | Hauptgürtel              |                 |             |
| (7737) Sirrah                          | Hauptgürtel              |                 |             |
| (21416) Sisichen                       | Hauptgürtel              |                 |             |
| (823) Sisigambis                       | Hauptgürtel              |                 |             |
| (18771) Sisiliang                      | Hauptgürtel              |                 |             |
| (6675) Sisley                          | Hauptgürtel              |                 |             |
| (5170) Sissons                         | Hauptgürtel              |                 |             |
| (1866) Sisyphus                        | Apollo-Typ               |                 |             |
| (244) Sita                             | Hauptgürtel              |                 |             |
| (20205) Sitanchen                      | Hauptgürtel              |                 |             |
| (2042) Sitarski                        | Hauptgürtel              |                 |             |
| (5998) Sitenský                        | Hauptgürtel              |                 |             |
| (52231) Sitnik                         | Hauptgürtel              |                 |             |
| (188973) Siufaiwing                    | Hauptgürtel              |                 |             |
| (209540) Siurana                       | Hauptgürtel              |                 |             |
| (1170) Siva                            | Marsbahnkreuzer          |                 |             |
| (30191) Sivakumar                      | Hauptgürtel              |                 |             |
| (22253) Sivers                         | Hauptgürtel              |                 |             |
| (140) Siwa                             | Hauptgürtel              |                 |             |
| (10234) Sixtygarden                    | Hauptgürtel              |                 |             |
| (23182) Siyaxuza                       | Hauptgürtel              |                 |             |
| (27125) Siyilee                        | Hauptgürtel              |                 |             |
| (22921) Siyuanliu                      | Hauptgürtel              |                 |             |
| (20888) Siyueguo                       | Hauptgürtel              |                 |             |
| (8683) Sjölander                       | Hauptgürtel              |                 |             |
| (101331) Sjöström                      | Hauptgürtel              |                 |             |
| (7218) Skácel                          | Hauptgürtel              |                 |             |
| (26954) Skadiang                       | Hauptgürtel              |                 |             |
| (2619) Skalnaté Pleso                  | Hauptgürtel              |                 |             |
| (48767) Skamander                      | Jupiter-Trojaner         |                 |             |
| (31020) Skarupa                        | Hauptgürtel              |                 |             |
| (6630) Skepticus                       | Hauptgürtel              |                 |             |
| (78115) Skiantonucci                   | Hauptgürtel              |                 |             |
| (2554) Skiff                           | Hauptgürtel              |                 |             |
| (14179) Skinner                        | Hauptgürtel              |                 |             |
| (1884) Skip                            | Hauptgürtel              |                 |             |
| (134131) Skipowens                     | Hauptgürtel              |                 |             |
| (195998) Skipwilson                    | Hauptgürtel              |                 |             |
| (26659) Skirda                         | Hauptgürtel              |                 |             |
| (10270) Skoglöv                        | Hauptgürtel              |                 |             |
| (3283) Skorina                         | Hauptgürtel              |                 |             |
| (2431) Skovoroda                       | Hauptgürtel              |                 |             |
| (36888) Škrabal                        | Hauptgürtel              |                 |             |
| (5104) Skripnichenko                   | Hauptgürtel              |                 |             |
| (9727) Skrutskie                       | Hauptgürtel              |                 |             |
| (6549) Skryabin                        | Hauptgürtel              |                 |             |
| (1130) Skuld                           | Hauptgürtel              |                 |             |
| (14694) Skurat                         | Hauptgürtel              |                 |             |
| (26314) Škvorecký                      | Hauptgürtel              |                 |             |
| (1854) Skvortsov                       | Hauptgürtel              |                 |             |
| (3243) Skytel                          | Hauptgürtel              |                 |             |
| (274020) Skywalker                     | Hauptgürtel              |                 |             |
| (8074) Slade                           | Hauptgürtel              |                 |             |
| (4781) Sládkovič                       | Hauptgürtel              |                 |             |
| (24173) SLAS                           | Hauptgürtel              |                 |             |
| (14708) Slaven                         | Hauptgürtel              |                 |             |
| (2304) Slavia                          | Hauptgürtel              |                 |             |
| (31124) Slavíček                       | Hauptgürtel              |                 |             |
| (11325) Slavický                       | Hauptgürtel              |                 |             |
| (2821) Slávka                          | Hauptgürtel              |                 |             |
| (31232) Slavonice                      | Hauptgürtel              |                 |             |
| (6575) Slavov                          | Hauptgürtel              |                 |             |
| (136825) Slawitschek                   | Hauptgürtel              |                 |             |
| (9391) Slee                            | Hauptgürtel              |                 |             |
| (4793) Slessor                         | Hauptgürtel              |                 |             |
| (9001) Slettebak                       | Hauptgürtel              |                 |             |
| (1766) Slipher                         | Hauptgürtel              |                 |             |
| (17215) Slivan                         | Hauptgürtel              |                 |             |
| (78756) Sloan                          | Hauptgürtel              |                 |             |
| (246913) Slocum                        | Hauptgürtel              |                 |             |
| (19658) Sloop                          | Hauptgürtel              |                 |             |
| (12423) Slotin                         | Hauptgürtel              |                 |             |
| (3423) Slouka                          | Hauptgürtel              |                 |             |
| (1807) Slovakia                        | Hauptgürtel              |                 |             |
| (9674) Slovenija                       | Hauptgürtel              |                 |             |
| (7453) Slovtsov                        | Hauptgürtel              |                 |             |
| (251001) Sluch                         | Hauptgürtel              |                 |             |
| (57509) Sly                            | Hauptgürtel              |                 |             |
| (7545) Smaklösa                        | Hauptgürtel              |                 |             |
| (10287) Smale                          | Hauptgürtel              |                 |             |
| (36445) Smalley                        | Hauptgürtel              |                 |             |
| (2047) Smetana                         | Hauptgürtel              |                 |             |
| (2580) Smilevskia                      | Hauptgürtel              |                 |             |
| (1613) Smiley                          | Hauptgürtel              |                 |             |
| (5540) Smirnova                        | Hauptgürtel              |                 |             |
| (3351) Smith                           | Hauptgürtel              |                 |             |
| (2083) Smither                         | Hauptgürtel              |                 |             |
| (3773) Smithsonian                     | Hauptgürtel              |                 |             |
| (4926) Smoktunovskij                   | Hauptgürtel              |                 |             |
| (10983) Smolders                       | Hauptgürtel              |                 |             |
| (3213) Smolensk                        | Hauptgürtel              |                 |             |
| (4530) Smoluchowski                    | Hauptgürtel              |                 |             |
| (26689) Smorrison                      | Hauptgürtel              |                 |             |
| (1731) Smuts                           | Hauptgürtel              |                 |             |
| (5413) Smyslov                         | Hauptgürtel              |                 |             |
| (133008) Snedden                       | Hauptgürtel              |                 |             |
| (25698) Snehakannan                    | Hauptgürtel              |                 |             |
| (16015) Snell                          | Hauptgürtel              |                 |             |
| (4379) Snelling                        | Hauptgürtel              |                 |             |
| (1262) Sniadeckia                      | Hauptgürtel              |                 |             |
| (14724) SNO                            | Hauptgürtel              |                 |             |
| (158589) Snodgrass                     | Hauptgürtel              |                 |             |
| (129092) Snowdonia                     | Hauptgürtel              |                 |             |
| (15512) Snyder                         | Hauptgürtel              |                 |             |
| (6581) Sobers                          | Hauptgürtel              |                 |             |
| (14719) Sobey                          | Hauptgürtel              |                 |             |
| (4449) Sobinov                         | Hauptgürtel              |                 |             |
| (2836) Sobolev                         | Hauptgürtel              |                 |             |
| (26401) Sobotište                      | Hauptgürtel              |                 |             |
| (348239) Societadante                  | Hauptgürtel              |                 |             |
| (2479) Sodankylä                       | Hauptgürtel              |                 |             |
| (2864) Soderblom                       | Hauptgürtel              |                 |             |
| (228135) Sodnik                        | Hauptgürtel              |                 |             |
| (8274) Soejima                         | Hauptgürtel              |                 |             |
| (189398) Soemmerring                   | Hauptgürtel              |                 |             |
| (1393) Sofala                          | Hauptgürtel              |                 |             |
| (239672) SOFIA                         | Hauptgürtel              |                 |             |
| (2259) Sofievka                        | Hauptgürtel              |                 |             |
| (11791) Sofiyavarzar                   | Hauptgürtel              |                 |             |
| (7262) Sofue                           | Hauptgürtel              |                 |             |
| (30012) Sohamdaga                      | Hauptgürtel              |                 |             |
| (12199) Sohlman                        | Hauptgürtel              |                 |             |
| (29685) Soibamansoor                   | Hauptgürtel              |                 |             |
| (5414) Sokolov                         | Hauptgürtel              |                 |             |
| (3557) Sokolsky                        | Hauptgürtel              |                 |             |
| (5450) Sokrates                        | Hauptgürtel              |                 |             |
| (3490) Šolc                            | Hauptgürtel              |                 |             |
| (14190) Soldán                         | Hauptgürtel              |                 |             |
| (182262) Solène                        | Hauptgürtel              |                 |             |
| (9872) Solf                            | Hauptgürtel              |                 |             |
| (392142) Solheim                       | Hauptgürtel              |                 |             |
| (8991) Solidarity                      | Hauptgürtel              |                 |             |
| (11542) Solikamsk                      | Hauptgürtel              |                 |             |
| (28629) Solimano                       | Hauptgürtel              |                 |             |
| (28543) Solis-Gozar                    | Hauptgürtel              |                 |             |
| (5367) Sollenberger                    | Hauptgürtel              |                 |             |
| (10796) Sollerman                      | Hauptgürtel              |                 |             |
| (3229) Solnhofen                       | Hauptgürtel              |                 |             |
| (9741) Solokhin                        | Hauptgürtel              |                 |             |
| (10054) Solomin                        | Hauptgürtel              |                 |             |
| (3279) Solon                           | Hauptgürtel              |                 |             |
| (84945) Solosky                        | Hauptgürtel              |                 |             |
| (5417) Solovaya                        | Hauptgürtel              |                 |             |
| (5078) Solovjev-Sedoj                  | Hauptgürtel              |                 |             |
| (4622) Solovjova                       | Hauptgürtel              |                 |             |
| (6755) Solov’yanenko                   | Hauptgürtel              |                 |             |
| (6974) Solti                           | Hauptgürtel              |                 |             |
| (187981) Soluri                        | Hauptgürtel              |                 |             |
| (7537) Solvay                          | Hauptgürtel              |                 |             |
| (1331) Solvejg                         | Hauptgürtel              |                 |             |
| (4915) Solzhenitsyn                    | Hauptgürtel              |                 |             |
| (2815) Soma                            | Hauptgürtel              |                 |             |
| (1430) Somalia                         | Hauptgürtel              |                 |             |
| (19318) Somanah                        | Hauptgürtel              |                 |             |
| (31600) Somasundaram                   | Hauptgürtel              |                 |             |
| (33746) Sombart                        | Hauptgürtel              |                 |             |
| (12801) Somekawa                       | Hauptgürtel              |                 |             |
| (5771) Somerville                      | Hauptgürtel              |                 |             |
| (32082) Sominsky                       | Hauptgürtel              |                 |             |
| (7399) Somme                           | Hauptgürtel              |                 |             |
| (32809) Sommerfeld                     | Hauptgürtel              |                 |             |
| (3258) Somnium                         | Hauptgürtel              |                 |             |
| (3334) Somov                           | Hauptgürtel              |                 |             |
| (2455) Somville                        | Hauptgürtel              |                 |             |
| (30298) Somyakhare                     | Hauptgürtel              |                 |             |
| (3821) Sonet                           | Hauptgürtel              |                 |             |
| (210210) Songjian                      | Hauptgürtel              |                 |             |
| (23686) Songyuan                       | Hauptgürtel              |                 |             |
| (6938) Soniaterk                       | Hauptgürtel              |                 |             |
| (12664) Sonisenia                      | Hauptgürtel              |                 |             |
| (1293) Sonja                           | Marsbahnkreuzer          |                 |             |
| (32634) Sonjamichaluk                  | Hauptgürtel              |                 |             |
| (1039) Sonneberga                      | Hauptgürtel              |                 |             |
| (10962) Sonnenborgh                    | Hauptgürtel              |                 |             |
| (8796) Sonnett                         | Hauptgürtel              |                 |             |
| (11099) Sonodamasaki                   | Hauptgürtel              |                 |             |
| (25164) Sonomastate                    | Hauptgürtel              |                 |             |
| (2432) Soomana                         | Hauptgürtel              |                 |             |
| (18876) Sooner                         | Hauptgürtel              |                 |             |
| (4699) Sootan                          | Hauptgürtel              |                 |             |
| (2433) Sootiyo                         | Hauptgürtel              |                 |             |
| (251) Sophia                           | Hauptgürtel              |                 |             |
| (32034) Sophiakorner                   | Hauptgürtel              |                 |             |
| (22922) Sophiecai                      | Hauptgürtel              |                 |             |
| (10026) Sophiexeon                     | Hauptgürtel              |                 |             |
| (2921) Sophocles                       | Hauptgürtel              |                 |             |
| (134) Sophrosyne                       | Hauptgürtel              |                 |             |
| (157141) Sopron                        | Hauptgürtel              |                 |             |
| (4865) Sor                             | Hauptgürtel              |                 |             |
| (16594) Sorachi                        | Hauptgürtel              |                 |             |
| (9093) Sorada                          | Hauptgürtel              |                 |             |
| (3864) Søren                           | Hauptgürtel              |                 |             |
| (731) Sorga                            | Hauptgürtel              |                 |             |
| (5989) Sorin                           | Hauptgürtel              |                 |             |
| (3993) Šorm                            | Hauptgürtel              |                 |             |
| (6882) Sormano                         | Hauptgürtel              |                 |             |
| (55477) Soroban                        | Hauptgürtel              |                 |             |
| (2682) Soromundi                       | Hauptgürtel              |                 |             |
| (3652) Soros                           | Hauptgürtel              |                 |             |
| (9878) Sostero                         | Hauptgürtel              |                 |             |
| (17543) Sosva                          | Hauptgürtel              |                 |             |
| (54963) Sotin                          | Hauptgürtel              |                 |             |
| (121756) Sotomejias                    | Hauptgürtel              |                 |             |
| (48424) Souchay                        | Hauptgürtel              |                 |             |
| (13226) Soulié                         | Hauptgürtel              |                 |             |
| (4039) Souseki                         | Hauptgürtel              |                 |             |
| (15028) Soushiyou                      | Hauptgürtel              |                 |             |
| (8200) Souten                          | Hauptgürtel              |                 |             |
| (26715) South Dakota                   | Hauptgürtel              |                 |             |
| (2647) Sova                            | Hauptgürtel              |                 |             |
| (31642) Soyounchoi                     | Hauptgürtel              |                 |             |
| (2228) Soyuz-Apollo                    | Hauptgürtel              |                 |             |
| (162755) Spacesora                     | Hauptgürtel              |                 |             |
| (4255) Spacewatch                      | Hauptgürtel              |                 |             |
| (15381) Spadolini                      | Hauptgürtel              |                 |             |
| (2975) Spahr                           | Hauptgürtel              |                 |             |
| (162002) Spalatin                      | Hauptgürtel              |                 |             |
| (10350) Spallanzani                    | Hauptgürtel              |                 |             |
| (25956) Spanierbeckage                 | Hauptgürtel              |                 |             |
| (51772) Sparker                        | Hauptgürtel              |                 |             |
| (15129) Sparks                         | Hauptgürtel              |                 |             |
| (16646) Sparrman                       | Hauptgürtel              |                 |             |
| (2579) Spartacus                       | Hauptgürtel              |                 |             |
| (11268) Spassky                        | Hauptgürtel              |                 |             |
| (8329) Speckman                        | Hauptgürtel              |                 |             |
| (18132) Spector                        | Hauptgürtel              |                 |             |
| (86196) Specula                        | Hauptgürtel              |                 |             |
| (19596) Spegorlarson                   | Hauptgürtel              |                 |             |
| (29471) Spejbl                         | Hauptgürtel              |                 |             |
| (2459) Spellmann                       | Hauptgürtel              |                 |             |
| (117329) Spencer                       | Hauptgürtel              |                 |             |
| (33702) Spencergreen                   | Hauptgürtel              |                 |             |
| (3282) Spencer Jones                   | Hauptgürtel              |                 |             |
| (180141) Sperauskas                    | Hauptgürtel              |                 |             |
| (10951) Spessart                       | Hauptgürtel              |                 |             |
| (28800) Speth                          | Hauptgürtel              |                 |             |
| (263932) Speyer                        | Hauptgürtel              |                 |             |
| (896) Sphinx                           | Hauptgürtel              |                 |             |
| (2065) Spicer                          | Hauptgürtel              |                 |             |
| (10954) Spiegel                        | Hauptgürtel              |                 |             |
| (25930) Spielberg                      | Hauptgürtel              |                 |             |
| (11082) Spilliaert                     | Hauptgürtel              |                 |             |
| (11900) Spinoy                         | Hauptgürtel              |                 |             |
| (7142) Spinoza                         | Hauptgürtel              |                 |             |
| (3207) Spinrad                         | Hauptgürtel              |                 |             |
| (1091) Spiraea                         | Hauptgürtel              |                 |             |
| (1330) Spiridonia                      | Hauptgürtel              |                 |             |
| (37452) Spirit                         | Hauptgürtel              |                 |             |
| (2160) Spitzer                         | Hauptgürtel              |                 |             |
| (5493) Spitzweg                        | Hauptgürtel              |                 |             |
| (5410) Spivakov                        | Hauptgürtel              |                 |             |
| (12512) Split                          | Hauptgürtel              |                 |             |
| (129099) Spoelhof                      | Hauptgürtel              |                 |             |
| (22354) Sposetti                       | Hauptgürtel              |                 |             |
| (78310) Spoto                          | Hauptgürtel              |                 |             |
| (12112) Sprague                        | Hauptgürtel              |                 |             |
| (4789) Sprattia                        | Hauptgürtel              |                 |             |
| (5380) Sprigg                          | Hauptgürtel              |                 |             |
| (23990) Springsteen                    | Hauptgürtel              |                 |             |
| (65159) Sprowls                        | Hauptgürtel              |                 |             |
| (7560) Spudis                          | Hauptgürtel              |                 |             |
| (13774) Spurný                         | Hauptgürtel              |                 |             |
| (16260) Sputnik                        | Hauptgürtel              |                 |             |
| (10044) Squyres                        | Hauptgürtel              |                 |             |
| (1564) Srbija                          | Hauptgürtel              |                 |             |
| (33590) Sreelakshmi                    | Hauptgürtel              |                 |             |
| (30048) Sreyasmisra                    | Hauptgürtel              |                 |             |
| (32308) Sreyavemuri                    | Hauptgürtel              |                 |             |
| (15629) Sriner                         | Hauptgürtel              |                 |             |
| (32299) Srinivas                       | Hauptgürtel              |                 |             |
| (21748) Srinivasan                     | Hauptgürtel              |                 |             |
| (16202) Srivastava                     | Hauptgürtel              |                 |             |
| (70409) Srnín                          | Hauptgürtel              |                 |             |
| (152481) Stabia                        | Hauptgürtel              |                 |             |
| (13389) Stacey                         | Hauptgürtel              |                 |             |
| (28093) Staceylevoit                   | Hauptgürtel              |                 |             |
| (22112) Staceyraw                      | Hauptgürtel              |                 |             |
| (93256) Stach                          | Hauptgürtel              |                 |             |
| (165612) Stackpole                     | Hauptgürtel              |                 |             |
| (3875) Staehle                         | Hauptgürtel              |                 |             |
| (13857) Stafford                       | Hauptgürtel              |                 |             |
| (90926) Stáhalík                       | Hauptgürtel              |                 |             |
| (8154) Stahl                           | Hauptgürtel              |                 |             |
| (13714) Stainbrook                     | Hauptgürtel              |                 |             |
| (2250) Stalingrad                      | Hauptgürtel              |                 |             |
| (12340) Stalle                         | Hauptgürtel              |                 |             |
| (9882) Stallman                        | Hauptgürtel              |                 |             |
| (7623) Stamitz                         | Hauptgürtel              |                 |             |
| (3440) Stampfer                        | Hauptgürtel              |                 |             |
| (35446) Stáňa                          | Hauptgürtel              |                 |             |
| (21434) Stanchiang                     | Hauptgürtel              |                 |             |
| (19407) Standing Bear                  | Hauptgürtel              |                 |             |
| (3420) Standish                        | Hauptgürtel              |                 |             |
| (10131) Stanga                         | Hauptgürtel              |                 |             |
| (7632) Stanislav                       | Hauptgürtel              |                 |             |
| (464743) Stanislavkomarek              | Hauptgürtel              |                 |             |
| (13005) Stankonyukhov                  | Hauptgürtel              |                 |             |
| (9626) Stanley                         | Hauptgürtel              |                 |             |
| (22475) Stanrunge                      | Hauptgürtel              |                 |             |
| (17233) Stanshapiro                    | Hauptgürtel              |                 |             |
| (23091) Stansill                       | Hauptgürtel              |                 |             |
| (10078) Stanthorpe                     | Hauptgürtel              |                 |             |
| (33499) Stanton                        | Hauptgürtel              |                 |             |
| (32770) Starchik                       | Hauptgürtel              |                 |             |
| (8958) Stargazer                       | Hauptgürtel              |                 |             |
| (31442) Stark                          | Hauptgürtel              |                 |             |
| (6864) Starkenburg                     | Hauptgürtel              |                 |             |
| (23044) Starodub                       | Hauptgürtel              |                 |             |
| (4150) Starr                           | Hauptgürtel              |                 |             |
| (19208) Starrfield                     | Hauptgürtel              |                 |             |
| (22003) Startek                        | Hauptgürtel              |                 |             |
| (7373) Stashis                         | Hauptgürtel              |                 |             |
| (128610) Stasiahabenicht               | Hauptgürtel              |                 |             |
| (4131) Stasik                          | Hauptgürtel              |                 |             |
| (288961) Stasysgirenas                 | Hauptgürtel              |                 |             |
| (831) Stateira                         | Hauptgürtel              |                 |             |
| (207754) Stathiskafalis                | Hauptgürtel              |                 |             |
| (9536) Statler                         | Hauptgürtel              |                 |             |
| (3398) Stättmayer                      | Hauptgürtel              |                 |             |
| (24547) Stauber                        | Hauptgürtel              |                 |             |
| (30417) Staudt                         | Hauptgürtel              |                 |             |
| (8171) Stauffenberg                    | Hauptgürtel              |                 |             |
| (1147) Stavropolis                     | Hauptgürtel              |                 |             |
| (18431) Stazzema                       | Hauptgürtel              |                 |             |
| (2035) Stearns                         | Marsbahnkreuzer          |                 |             |
| (2300) Stebbins                        | Hauptgürtel              |                 |             |
| (16236) Stebrehmer                     | Hauptgürtel              |                 |             |
| (69295) Stecklum                       | Hauptgürtel              |                 |             |
| (13715) Steed                          | Hauptgürtel              |                 |             |
| (4713) Steel                           | Hauptgürtel              |                 |             |
| (154865) Stefanheutz                   | Hauptgürtel              |                 |             |
| (4624) Stefani                         | Hauptgürtel              |                 |             |
| (378917) Stefankarge                   | Hauptgürtel              |                 |             |
| (24147) Stefanmuller                   | Hauptgürtel              |                 |             |
| (129807) Stefanodougherty              | Hauptgürtel              |                 |             |
| (73872) Stefanoragazzi                 | Hauptgürtel              |                 |             |
| (11476) Stefanosimoni                  | Hauptgürtel              |                 |             |
| (9121) Stefanovalentini                | Hauptgürtel              |                 |             |
| (8943) Stefanozavka                    | Hauptgürtel              |                 |             |
| (25151) Stefanschröder                 | Hauptgürtel              |                 |             |
| (33329) Stefanwan                      | Hauptgürtel              |                 |             |
| (213800) Stefanwul                     | Hauptgürtel              |                 |             |
| (17597) Stefanzweig                    | Hauptgürtel              |                 |             |
| (6814) Steffl                          | Hauptgürtel              |                 |             |
| (20631) Stefuller                      | Hauptgürtel              |                 |             |
| (9880) Stegosaurus                     | Hauptgürtel              |                 |             |
| (6482) Steiermark                      | Hauptgürtel              |                 |             |
| (134135) Steigerwald                   | Hauptgürtel              |                 |             |
| (15132) Steigmeyer                     | Hauptgürtel              |                 |             |
| (707) Steina                           | Hauptgürtel              |                 |             |
| (32810) Steinbach                      | Hauptgürtel              |                 |             |
| (13499) Steinberg                      | Hauptgürtel              |                 |             |
| (150081) Steindl                       | Hauptgürtel              |                 |             |
| (249541) Steinem                       | Hauptgürtel              |                 |             |
| (250526) Steinerzsuzsanna              | Hauptgürtel              |                 |             |
| (201751) Steinhardt                    | Hauptgürtel              |                 |             |
| (30837) Steinheil                      | Hauptgürtel              |                 |             |
| (6563) Steinheim                       | Hauptgürtel              |                 |             |
| (30488) Steinlechner                   | Hauptgürtel              |                 |             |
| (1681) Steinmetz                       | Hauptgürtel              |                 |             |
| (2867) Šteins                          | Hauptgürtel              |                 |             |
| (29832) Steinwehr                      | Hauptgürtel              |                 |             |
| (13253) Stejneger                      | Hauptgürtel              |                 |             |
| (97069) Stek                           | Hauptgürtel              |                 |             |
| (4604) Stekarstrom                     | Hauptgürtel              |                 |             |
| (17437) Stekene                        | Hauptgürtel              |                 |             |
| (21433) Stekramer                      | Hauptgürtel              |                 |             |
| (187680) Stelck                        | Hauptgürtel              |                 |             |
| (24208) Stelguerrero                   | Hauptgürtel              |                 |             |
| (3140) Stellafane                      | Hauptgürtel              |                 |             |
| (22190) Stellakwee                     | Hauptgürtel              |                 |             |
| (8589) Stellaris                       | Hauptgürtel              |                 |             |
| (14016) Steller                        | Hauptgürtel              |                 |             |
| (24916) Stelzhamer                     | Hauptgürtel              |                 |             |
| (13911) Stempels                       | Hauptgürtel              |                 |             |
| (42485) Stendhal                       | Hauptgürtel              |                 |             |
| (70737) Stenflo                        | Hauptgürtel              |                 |             |
| (15239) Stenhammar                     | Hauptgürtel              |                 |             |
| (10013) Stenholm                       | Hauptgürtel              |                 |             |
| (10553) Stenkumla                      | Hauptgürtel              |                 |             |
| (10125) Stenkyrka                      | Hauptgürtel              |                 |             |
| (11004) Stenmark                       | Hauptgürtel              |                 |             |
| (2146) Stentor                         | Jupiter-Trojaner         |                 |             |
| (3444) Stepanian                       | Hauptgürtel              |                 |             |
| (6220) Stepanmakarov                   | Hauptgürtel              |                 |             |
| (3493) Stepanov                        | Hauptgürtel              |                 |             |
| (23750) Stepciechan                    | Hauptgürtel              |                 |             |
| (117390) Stephanegendron               | Hauptgürtel              |                 |             |
| (220) Stephania                        | Hauptgürtel              |                 |             |
| (134039) Stephaniebarnes               | Hauptgürtel              |                 |             |
| (15574) Stephaniehass                  | Hauptgürtel              |                 |             |
| (31632) Stephaying                     | Hauptgürtel              |                 |             |
| (27502) Stephbecca                     | Hauptgürtel              |                 |             |
| (28068) Stephbillings                  | Hauptgürtel              |                 |             |
| (214476) Stephencolbert                | Hauptgürtel              |                 |             |
| (8373) Stephengould                    | Hauptgürtel              |                 |             |
| (40981) Stephenholland                 | Hauptgürtel              |                 |             |
| (21631) Stephenhonan                   | Hauptgürtel              |                 |             |
| (19123) Stephenlevine                  | Hauptgürtel              |                 |             |
| (33734) Stephenlitt                    | Hauptgürtel              |                 |             |
| (9768) Stephenmaran                    | Hauptgürtel              |                 |             |
| (21737) Stephenshulz                   | Hauptgürtel              |                 |             |
| (9891) Stephensmith                    | Hauptgürtel              |                 |             |
| (16596) Stephenstrauss                 | Hauptgürtel              |                 |             |
| (13285) Stephicks                      | Hauptgürtel              |                 |             |
| (25686) Stephoskins                    | Hauptgürtel              |                 |             |
| (11449) Stephwerner                    | Hauptgürtel              |                 |             |
| (6540) Stepling                        | Hauptgürtel              |                 |             |
| (288960) Steponasdarius                | Hauptgürtel              |                 |             |
| (566) Stereoskopia                     | Hauptgürtel              |                 |             |
| (10968) Sterken                        | Hauptgürtel              |                 |             |
| (6373) Stern                           | Hauptgürtel              |                 |             |
| (995) Sternberga                       | Hauptgürtel              |                 |             |
| (16209) Sterner                        | Hauptgürtel              |                 |             |
| (2463) Sterpin                         | Hauptgürtel              |                 |             |
| (2238) Steshenko                       | Hauptgürtel              |                 |             |
| (16104) Stesullivan                    | Hauptgürtel              |                 |             |
| (255703) Stetson                       | Hauptgürtel              |                 |             |
| (20531) Stevebabcock                   | Hauptgürtel              |                 |             |
| (14942) Stevebaker                     | Hauptgürtel              |                 |             |
| (47835) Stevecoe                       | Hauptgürtel              |                 |             |
| (120364) Stevecooley                   | Hauptgürtel              |                 |             |
| (3672) Stevedberg                      | Hauptgürtel              |                 |             |
| (13822) Stevedodson                    | Hauptgürtel              |                 |             |
| (30204) Stevedoherty                   | Hauptgürtel              |                 |             |
| (15941) Stevegauthier                  | Hauptgürtel              |                 |             |
| (158329) Stevekent                     | Hauptgürtel              |                 |             |
| (16514) Stevelia                       | Hauptgürtel              |                 |             |
| (33348) Stevelliott                    | Hauptgürtel              |                 |             |
| (25521) Stevemorgan                    | Hauptgürtel              |                 |             |
| (13415) Stevenbland                    | Hauptgürtel              |                 |             |
| (14589) Stevenbyrnes                   | Hauptgürtel              |                 |             |
| (30005) Stevenchen                     | Hauptgürtel              |                 |             |
| (21441) Stevencondie                   | Hauptgürtel              |                 |             |
| (6544) Stevendick                      | Hauptgürtel              |                 |             |
| (18877) Stevendodds                    | Hauptgürtel              |                 |             |
| (28382) Stevengillen                   | Hauptgürtel              |                 |             |
| (129146) Stevenglenn                   | Hauptgürtel              |                 |             |
| (23046) Stevengordon                   | Hauptgürtel              |                 |             |
| (9280) Stevenjoy                       | Hauptgürtel              |                 |             |
| (46568) Stevenlee                      | Hauptgürtel              |                 |             |
| (25767) Stevennoyce                    | Hauptgürtel              |                 |             |
| (129876) Stevenpeterson                | Hauptgürtel              |                 |             |
| (38540) Stevens                        | Hauptgürtel              |                 |             |
| (10596) Stevensimpson                  | Hauptgürtel              |                 |             |
| (5211) Stevenson                       | Hauptgürtel              |                 |             |
| (30333) Stevenwang                     | Hauptgürtel              |                 |             |
| (22856) Stevenzeiher                   | Hauptgürtel              |                 |             |
| (304908) Steveoda                      | Marsbahnkreuzer          |                 |             |
| (31450) Stevepreston                   | Hauptgürtel              |                 |             |
| (6403) Steverin                        | Hauptgürtel              |                 |             |
| (22605) Steverumsey                    | Hauptgürtel              |                 |             |
| (6154) Stevesynnott                    | Hauptgürtel              |                 |             |
| (32120) Stevezheng                     | Hauptgürtel              |                 |             |
| (144296) Steviewonder                  | Hauptgürtel              |                 |             |
| (2831) Stevin                          | Hauptgürtel              |                 |             |
| (15371) Steward                        | Hauptgürtel              |                 |             |
| (3788) Steyaert                        | Hauptgürtel              |                 |             |
| (3794) Sthenelos                       | Jupiter-Trojaner         |                 |             |
| (22185) Štiavnica                      | Hauptgürtel              |                 |             |
| (65210) Stichius                       | Jupiter-Trojaner         |                 |             |
| (30443) Stieltjes                      | Hauptgürtel              |                 |             |
| (7127) Stifter                         | Hauptgürtel              |                 |             |
| (27354) Stiklaitis                     | Hauptgürtel              |                 |             |
| (6116) Still                           | Hauptgürtel              |                 |             |
| (130126) Stillmanchase                 | Hauptgürtel              |                 |             |
| (21472) Stimson                        | Hauptgürtel              |                 |             |
| (225277) Stino                         | Hauptgürtel              |                 |             |
| (30445) Stirling                       | Hauptgürtel              |                 |             |
| (45299) Stivell                        | Hauptgürtel              |                 |             |
| (5173) Stjerneborg                     | Hauptgürtel              |                 |             |
| (1847) Stobbe                          | Hauptgürtel              |                 |             |
| (24646) Stober                         | Hauptgürtel              |                 |             |
| (25938) Stoch                          | Jupiter-Trojaner         |                 |             |
| (10552) Stockholm                      | Hauptgürtel              |                 |             |
| (3981) Stodola                         | Hauptgürtel              |                 |             |
| (33518) Stoetzer                       | Hauptgürtel              |                 |             |
| (4283) Stöffler                        | Hauptgürtel              |                 |             |
| (3715) Štohl                           | Hauptgürtel              |                 |             |
| (30566) Stokes                         | Hauptgürtel              |                 |             |
| (11508) Stolte                         | Hauptgürtel              |                 |             |
| (48794) Stolzová                       | Hauptgürtel              |                 |             |
| (61208) Stonařov                       | Hauptgürtel              |                 |             |
| (5841) Stone                           | Hauptgürtel              |                 |             |
| (9325) Stonehenge                      | Hauptgürtel              |                 |             |
| (339223) Stongemorin                   | Hauptgürtel              |                 |             |
| (10168) Stony Ridge                    | Hauptgürtel              |                 |             |
| (383067) Stoofke                       | Hauptgürtel              |                 |             |
| (172996) Stooke                        | Hauptgürtel              |                 |             |
| (22594) Stoops                         | Hauptgürtel              |                 |             |
| (1386) Storeria                        | Hauptgürtel              |                 |             |
| (12182) Storm                          | Hauptgürtel              |                 |             |
| (61912) Storrs                         | Hauptgürtel              |                 |             |
| (6106) Stoss                           | Hauptgürtel              |                 |             |
| (31281) Stothers                       | Hauptgürtel              |                 |             |
| (188256) Stothoff                      | Hauptgürtel              |                 |             |
| (170006) Stoughton                     | Hauptgürtel              |                 |             |
| (20430) Stout                          | Hauptgürtel              |                 |             |
| (24010) Stovall                        | Hauptgürtel              |                 |             |
| (19820) Stowers                        | Hauptgürtel              |                 |             |
| (4876) Strabo                          | Hauptgürtel              |                 |             |
| (1019) Strackea                        | Hauptgürtel              |                 |             |
| (8379) Straczynski                     | Hauptgürtel              |                 |             |
| (19189) Stradivari                     | Hauptgürtel              |                 |             |
| (4824) Stradonice                      | Hauptgürtel              |                 |             |
| (15766) Strahlenberg                   | Hauptgürtel              |                 |             |
| (68730) Straizys                       | Hauptgürtel              |                 |             |
| (18531) Strakonice                     | Hauptgürtel              |                 |             |
| (3236) Strand                          | Hauptgürtel              |                 |             |
| (4690) Strasbourg                      | Hauptgürtel              |                 |             |
| (19136) Strassmann                     | Hauptgürtel              |                 |             |
| (170007) Strateva                      | Hauptgürtel              |                 |             |
| (1560) Strattonia                      | Hauptgürtel              |                 |             |
| (6147) Straub                          | Hauptgürtel              |                 |             |
| (4382) Stravinsky                      | Hauptgürtel              |                 |             |
| (17257) Strazzulla                     | Hauptgürtel              |                 |             |
| (74400) Streaky                        | Hauptgürtel              |                 |             |
| (12912) Streator                       | Hauptgürtel              |                 |             |
| (16017) Street                         | Hauptgürtel              |                 |             |
| (23116) Streich                        | Hauptgürtel              |                 |             |
| (32735) Strekalov                      | Hauptgürtel              |                 |             |
| (6801) Střekov                         | Hauptgürtel              |                 |             |
| (2811) Střemchoví                      | Hauptgürtel              |                 |             |
| (1201) Strenua                         | Hauptgürtel              |                 |             |
| (12481) Streuvels                      | Hauptgürtel              |                 |             |
| (10587) Strindberg                     | Hauptgürtel              |                 |             |
| (99070) Strittmatter                   | Hauptgürtel              |                 |             |
| (6281) Strnad                          | Hauptgürtel              |                 |             |
| (1628) Strobel                         | Hauptgürtel              |                 |             |
| (6437) Stroganov                       | Hauptgürtel              |                 |             |
| (27706) Strogen                        | Hauptgürtel              |                 |             |
| (8408) Strom                           | Hauptgürtel              |                 |             |
| (26761) Stromboli                      | Hauptgürtel              |                 |             |
| (1422) Strömgrenia                     | Hauptgürtel              |                 |             |
| (4310) Strömholm                       | Hauptgürtel              |                 |             |
| (254876) Strommer                      | Hauptgürtel              |                 |             |
| (95851) Stromvil                       | Hauptgürtel              |                 |             |
| (5609) Stroncone                       | Hauptgürtel              |                 |             |
| (22622) Strong                         | Hauptgürtel              |                 |             |
| (1124) Stroobantia                     | Hauptgürtel              |                 |             |
| (12835) Stropek                        | Hauptgürtel              |                 |             |
| (7391) Strouhal                        | Hauptgürtel              |                 |             |
| (23875) Strube                         | Hauptgürtel              |                 |             |
| (9176) Struchkova                      | Hauptgürtel              |                 |             |
| (3054) Strugatskia                     | Hauptgürtel              |                 |             |
| (768) Struveana                        | Hauptgürtel              |                 |             |
| (3874) Stuart                          | Hauptgürtel              |                 |             |
| (11713) Stubbs                         | Hauptgürtel              |                 |             |
| (58499) Stüber                         | Hauptgürtel              |                 |             |
| (13211) Stucky                         | Hauptgürtel              |                 |             |
| (5552) Studnička                       | Hauptgürtel              |                 |             |
| (207109) Stuermenchopf                 | Hauptgürtel              |                 |             |
| (31113) Stull                          | Hauptgürtel              |                 |             |
| (13816) Stülpner                       | Hauptgürtel              |                 |             |
| (15462) Stumegan                       | Hauptgürtel              |                 |             |
| (3105) Stumpff                         | Hauptgürtel              |                 |             |
| (19662) Stunzi                         | Hauptgürtel              |                 |             |
| (3393) Štúr                            | Hauptgürtel              |                 |             |
| (31043) Sturm                          | Hauptgürtel              |                 |             |
| (264020) Stuttgart                     | Hauptgürtel              |                 |             |
| (14121) Stüwe                          | Hauptgürtel              |                 |             |
| (22843) Stverak                        | Hauptgürtel              |                 |             |
| (24695) Štyrský                        | Hauptgürtel              |                 |             |
| (17638) Sualan                         | Hauptgürtel              |                 |             |
| (6438) Suárez                          | Hauptgürtel              |                 |             |
| (964) Subamara                         | Hauptgürtel              |                 |             |
| (6531) Subashiri                       | Hauptgürtel              |                 |             |
| (170009) Subbarao                      | Hauptgürtel              |                 |             |
| (1692) Subbotina                       | Hauptgürtel              |                 |             |
| (21705) Subinmin                       | Hauptgürtel              |                 |             |
| (134124) Subirachs                     | Hauptgürtel              |                 |             |
| (21942) Subramanian                    | Hauptgürtel              |                 |             |
| (297161) Subuchin                      | Hauptgürtel              |                 |             |
| (13689) Succi                          | Hauptgürtel              |                 |             |
| (37788) Suchan                         | Hauptgürtel              |                 |             |
| (28810) Suchandler                     | Hauptgürtel              |                 |             |
| (12435) Sudachi                        | Hauptgürtel              |                 |             |
| (7610) Sudbury                         | Hauptgürtel              |                 |             |
| (4176) Sudek                           | Hauptgürtel              |                 |             |
| (19366) Sudingqiang                    | Hauptgürtel              |                 |             |
| (9632) Sudo                            | Hauptgürtel              |                 |             |
| (145588) Sudongpo                      | Hauptgürtel              |                 |             |
| (175548) Sudzius                       | Hauptgürtel              |                 |             |
| (120186) Suealeman                     | Hauptgürtel              |                 |             |
| (28675) Suejohnston                    | Hauptgürtel              |                 |             |
| (21237) Suematsu                       | Hauptgürtel              |                 |             |
| (22858) Suesong                        | Hauptgürtel              |                 |             |
| (12002) Suess                          | Hauptgürtel              |                 |             |
| (362793) Suetolson                     | Hauptgürtel              |                 |             |
| (417) Suevia                           | Hauptgürtel              |                 |             |
| (5872) Sugano                          | Hauptgürtel              |                 |             |
| (34103) Suganthkannan                  | Hauptgürtel              |                 |             |
| (6520) Sugawa                          | Hauptgürtel              |                 |             |
| (19230) Sugazi                         | Hauptgürtel              |                 |             |
| (14727) Suggs                          | Hauptgürtel              |                 |             |
| (3957) Sugie                           | Hauptgürtel              |                 |             |
| (25893) Sugihara                       | Hauptgürtel              |                 |             |
| (29624) Sugiyama                       | Hauptgürtel              |                 |             |
| (16163) Suhanli                        | Hauptgürtel              |                 |             |
| (126578) Suhhosoo                      | Hauptgürtel              |                 |             |
| (145546) Suiqizhong                    | Hauptgürtel              |                 |             |
| (12515) Suiseki                        | Hauptgürtel              |                 |             |
| (23191) Sujaytyle                      | Hauptgürtel              |                 |             |
| (9196) Sukagawa                        | Hauptgürtel              |                 |             |
| (10725) Sukunabikona                   | Hauptgürtel              |                 |             |
| (752) Sulamitis                        | Hauptgürtel              |                 |             |
| (563) Suleika                          | Hauptgürtel              |                 |             |
| (33567) Sulekhfrederic                 | Hauptgürtel              |                 |             |
| (108496) Sullenberger                  | Hauptgürtel              |                 |             |
| (15133) Sullivan                       | Hauptgürtel              |                 |             |
| (16505) Sulzer                         | Hauptgürtel              |                 |             |
| (33655) Sumathipala                    | Hauptgürtel              |                 |             |
| (19440) Sumatijain                     | Hauptgürtel              |                 |             |
| (10318) Sumaura                        | Hauptgürtel              |                 |             |
| (2403) Šumava                          | Hauptgürtel              |                 |             |
| (1970) Sumeria                         | Hauptgürtel              |                 |             |
| (15220) Sumerkin                       | Hauptgürtel              |                 |             |
| (2092) Sumiana                         | Hauptgürtel              |                 |             |
| (1090) Sumida                          | Hauptgürtel              |                 |             |
| (4100) Sumiko                          | Hauptgürtel              |                 |             |
| (8207) Suminao                         | Hauptgürtel              |                 |             |
| (10457) Suminov                        | Hauptgürtel              |                 |             |
| (18290) Sumiyoshi                      | Hauptgürtel              |                 |             |
| (8548) Sumizihara                      | Hauptgürtel              |                 |             |
| (1928) Summa                           | Hauptgürtel              |                 |             |
| (11885) Summanus                       | Apollo-Typ               |                 |             |
| (7344) Summerfield                     | Hauptgürtel              |                 |             |
| (30216) Summerjohnson                  | Hauptgürtel              |                 |             |
| (6962) Summerscience                   | Hauptgürtel              |                 |             |
| (36983) Sumner                         | Hauptgürtel              |                 |             |
| (331785) Sumners                       | Marsbahnkreuzer          |                 |             |
| (4649) Sumoto                          | Hauptgürtel              |                 |             |
| (25986) Sunanda                        | Hauptgürtel              |                 |             |
| (23294) Sunao                          | Hauptgürtel              |                 |             |
| (23730) Suncar                         | Hauptgürtel              |                 |             |
| (54862) Sundaigakuen                   | Hauptgürtel              |                 |             |
| (33254) Sundaresakumar                 | Hauptgürtel              |                 |             |
| (25023) Sundaresh                      | Hauptgürtel              |                 |             |
| (1424) Sundmania                       | Hauptgürtel              |                 |             |
| (9374) Sundre                          | Hauptgürtel              |                 |             |
| (6796) Sundsvall                       | Hauptgürtel              |                 |             |
| (19019) Sunflower                      | Hauptgürtel              |                 |             |
| (28535) Sungjanet                      | Hauptgürtel              |                 |             |
| (88879) Sungjaoyiu                     | Hauptgürtel              |                 |             |
| (28425) Sungkanit                      | Hauptgürtel              |                 |             |
| (27103) Sungwoncho                     | Hauptgürtel              |                 |             |
| (27241) Sunilpai                       | Hauptgürtel              |                 |             |
| (148081) Sunjiadong                    | Hauptgürtel              |                 |             |
| (21109) Sünkel                         | Hauptgürtel              |                 |             |
| (26612) Sunsetastro                    | Hauptgürtel              |                 |             |
| (3742) Sunshine                        | Hauptgürtel              |                 |             |
| (454505) Suntharalingam                | Hauptgürtel              |                 |             |
| (185364) Sunweihsin                    | Hauptgürtel              |                 |             |
| (11759) Sunyaev                        | Hauptgürtel              |                 |             |
| (185640) Sunyisui                      | Hauptgürtel              |                 |             |
| (1656) Suomi                           | Marsbahnkreuzer          |                 |             |
| (21925) Supasternak                    | Hauptgürtel              |                 |             |
| (18596) Superbus                       | Hauptgürtel              |                 |             |
| (23313) Supokaivanich                  | Hauptgürtel              |                 |             |
| (25744) Surajmishra                    | Hauptgürtel              |                 |             |
| (31711) Suresh                         | Hauptgürtel              |                 |             |
| (5181) SURF                            | Hauptgürtel              |                 |             |
| (9567) Surgut                          | Hauptgürtel              |                 |             |
| (2965) Surikov                         | Hauptgürtel              |                 |             |
| (5455) Surkov                          | Hauptgürtel              |                 |             |
| (4383) Suruga                          | Hauptgürtel              |                 |             |
| (4224) Susa                            | Hauptgürtel              |                 |             |
| (11620) Susanagordon                   | Hauptgürtel              |                 |             |
| (25941) Susanahearn                    | Hauptgürtel              |                 |             |
| (24928) Susanbehel                     | Hauptgürtel              |                 |             |
| (47649) Susanbrew                      | Hauptgürtel              |                 |             |
| (27492) Susanduncan                    | Hauptgürtel              |                 |             |
| (149952) Susanhamann                   | Hauptgürtel              |                 |             |
| (19789) Susanjohnson                   | Hauptgürtel              |                 |             |
| (21458) Susank                         | Hauptgürtel              |                 |             |
| (19017) Susanlederer                   | Hauptgürtel              |                 |             |
| (542) Susanna                          | Hauptgürtel              |                 |             |
| (51655) Susannemond                    | Hauptgürtel              |                 |             |
| (10593) Susannesandra                  | Hauptgürtel              |                 |             |
| (30151) Susanoffner                    | Hauptgürtel              |                 |             |
| (10604) Susanoo                        | Hauptgürtel              |                 |             |
| (24292) Susanragan                     | Hauptgürtel              |                 |             |
| (14679) Susanreed                      | Hauptgürtel              |                 |             |
| (7779) Susanring                       | Hauptgürtel              |                 |             |
| (7194) Susanrose                       | Hauptgürtel              |                 |             |
| (20340) Susanruder                     | Hauptgürtel              |                 |             |
| (22992) Susansmith                     | Hauptgürtel              |                 |             |
| (31883) Susanstern                     | Hauptgürtel              |                 |             |
| (14734) Susanstoker                    | Hauptgürtel              |                 |             |
| (3378) Susanvictoria                   | Hauptgürtel              |                 |             |
| (26945) Sushko                         | Hauptgürtel              |                 |             |
| (933) Susi                             | Hauptgürtel              |                 |             |
| (21512) Susieclary                     | Hauptgürtel              |                 |             |
| (12872) Susiestevens                   | Hauptgürtel              |                 |             |
| (21229) Sušil                          | Hauptgürtel              |                 |             |
| (1844) Susilva                         | Hauptgürtel              |                 |             |
| (6419) Susono                          | Hauptgürtel              |                 |             |
| (9703) Sussenbach                      | Hauptgürtel              |                 |             |
| (19450) Sussman                        | Hauptgürtel              |                 |             |
| (6925) Susumu                          | Hauptgürtel              |                 |             |
| (7415) Susumuimoto                     | Hauptgürtel              |                 |             |
| (12819) Susumutakahasi                 | Hauptgürtel              |                 |             |
| (6726) Suthers                         | Hauptgürtel              |                 |             |
| (4767) Sutoku                          | Hauptgürtel              |                 |             |
| (85014) Sutter                         | Hauptgürtel              |                 |             |
| (31940) Sutthiluk                      | Hauptgürtel              |                 |             |
| (2532) Sutton                          | Hauptgürtel              |                 |             |
| (1927) Suvanto                         | Hauptgürtel              |                 |             |
| (2489) Suvorov                         | Hauptgürtel              |                 |             |
| (21632) Suwanasri                      | Hauptgürtel              |                 |             |
| (25046) Suyihan                        | Hauptgürtel              |                 |             |
| (27849) Suyumbika                      | Hauptgürtel              |                 |             |
| (15402) Suzaku                         | Hauptgürtel              |                 |             |
| (4968) Suzamur                         | Hauptgürtel              |                 |             |
| (46920) Suzanedwards                   | Hauptgürtel              |                 |             |
| (15671) Suzannedébarbat                | Hauptgürtel              |                 |             |
| (154006) Suzannehawley                 | Hauptgürtel              |                 |             |
| (2719) Suzhou                          | Hauptgürtel              |                 |             |
| (5013) Suzhousanzhong                  | Hauptgürtel              |                 |             |
| (204839) Suzhouyuanlin                 | Hauptgürtel              |                 |             |
| (89282) Suzieimber                     | Hauptgürtel              |                 |             |
| (2393) Suzuki                          | Hauptgürtel              |                 |             |
| (12478) Suzukiseiji                    | Hauptgürtel              |                 |             |
| (8741) Suzukisuzuko                    | Hauptgürtel              |                 |             |
| (8712) Suzuko                          | Hauptgürtel              |                 |             |
| (22140) Suzyamamoto                    | Hauptgürtel              |                 |             |
| (256795) Suzyzahn                      | Hauptgürtel              |                 |             |
| (8871) Svanberg                        | Hauptgürtel              |                 |             |
| (3191) Svanetia                        | Hauptgürtel              |                 |             |
| (223360) Švankmajer                    | Hauptgürtel              |                 |             |
| (11913) Svarna                         | Hauptgürtel              |                 |             |
| (11014) Svätopluk                      | Hauptgürtel              |                 |             |
| (329) Svea                             | Hauptgürtel              |                 |             |
| (8443) Svecica                         | Hauptgürtel              |                 |             |
| (5031) Švejcar                         | Hauptgürtel              |                 |             |
| (7896) Švejk                           | Hauptgürtel              |                 |             |
| (54820) Svenders                       | Hauptgürtel              |                 |             |
| (11870) Sverige                        | Hauptgürtel              |                 |             |
| (21104) Sveshnikov                     | Marsbahnkreuzer          |                 |             |
| (17805) Švestka                        | Hauptgürtel              |                 |             |
| (4118) Sveta                           | Hauptgürtel              |                 |             |
| (4135) Svetlanov                       | Hauptgürtel              |                 |             |
| (3483) Svetlov                         | Hauptgürtel              |                 |             |
| (24611) Svetochka                      | Hauptgürtel              |                 |             |
| (154932) Sviderskiene                  | Hauptgürtel              |                 |             |
| (5093) Svirelia                        | Hauptgürtel              |                 |             |
| (4075) Sviridov                        | Hauptgürtel              |                 |             |
| (2559) Svoboda                         | Hauptgürtel              |                 |             |
| (16706) Svojsík                        | Hauptgürtel              |                 |             |
| (21802) Svoreň                         | Hauptgürtel              |                 |             |
| (43783) Svyatitelpyotr                 | Hauptgürtel              |                 |             |
| (9014) Svyatorichter                   | Hauptgürtel              |                 |             |
| (120405) Svyatylivka                   | Hauptgürtel              |                 |             |
| (37556) Svyaztie                       | Hauptgürtel              |                 |             |
| (4046) Swain                           | Hauptgürtel              |                 |             |
| (13669) Swammerdam                     | Hauptgürtel              |                 |             |
| (4082) Swann                           | Hauptgürtel              |                 |             |
| (15106) Swanson                        | Hauptgürtel              |                 |             |
| (31490) Swapnavdeka                    | Hauptgürtel              |                 |             |
| (992) Swasey                           | Hauptgürtel              |                 |             |
| (3947) Swedenborg                      | Hauptgürtel              |                 |             |
| (7621) Sweelinck                       | Hauptgürtel              |                 |             |
| (8378) Sweeney                         | Hauptgürtel              |                 |             |
| (11727) Sweet                          | Hauptgürtel              |                 |             |
| (28519) Sweetman                       | Hauptgürtel              |                 |             |
| (4194) Sweitzer                        | Hauptgürtel              |                 |             |
| (882) Swetlana                         | Hauptgürtel              |                 |             |
| (420779) Swidwin                       | Hauptgürtel              |                 |             |
| (5035) Swift                           | Hauptgürtel              |                 |             |
| (23672) Swiggum                        | Hauptgürtel              |                 |             |
| (8690) Swindle                         | Hauptgürtel              |                 |             |
| (1637) Swings                          | Hauptgürtel              |                 |             |
| (28747) Swintosky                      | Hauptgürtel              |                 |             |
| (2138) Swissair                        | Hauptgürtel              |                 |             |
| (2168) Swope                           | Hauptgürtel              |                 |             |
| (1714) Sy                              | Hauptgürtel              |                 |             |
| (100416) Syang                         | Hauptgürtel              |                 |             |
| (4679) Sybil                           | Hauptgürtel              |                 |             |
| (18783) Sychamberlin                   | Hauptgürtel              |                 |             |
| (15550) Sydney                         | Hauptgürtel              |                 |             |
| (28108) Sydneybarnes                   | Hauptgürtel              |                 |             |
| (4438) Sykes                           | Hauptgürtel              |                 |             |
| (28820) Sylrobertson                   | Hauptgürtel              |                 |             |
| (519) Sylvania                         | Hauptgürtel              |                 |             |
| (8972) Sylvatica                       | Hauptgürtel              |                 |             |
| (13658) Sylvester                      | Hauptgürtel              |                 |             |
| (87) Sylvia                            | Hauptgürtel              |                 |             |
| (40436) Sylviecoyaud                   | Hauptgürtel              |                 |             |
| (352333) Sylvievauclair                | Hauptgürtel              |                 |             |
| (134087) Symeonplatts                  | Hauptgürtel              |                 |             |
| (9669) Symmetria                       | Hauptgürtel              |                 |             |
| (250774) Syosset                       | Hauptgürtel              |                 |             |
| (14795) Syoyou                         | Hauptgürtel              |                 |             |
| (1104) Syringa                         | Hauptgürtel              |                 |             |
| (3360) Syrinx                          | Apollo-Typ               |                 |             |
| (4647) Syuji                           | Hauptgürtel              |                 |             |
| (6346) Syukumeguri                     | Hauptgürtel              |                 |             |
| (265490) Szabados                      | Hauptgürtel              |                 |             |
| (113203) Szabó                         | Hauptgürtel              |                 |             |
| (170010) Szalay                        | Hauptgürtel              |                 |             |
| (121817) Szatmáry                      | Hauptgürtel              |                 |             |
| (91024) Széchenyi                      | Hauptgürtel              |                 |             |
| (28196) Szeged                         | Hauptgürtel              |                 |             |
| (114990) Szeidl                        | Hauptgürtel              |                 |             |
| (344641) Szeleczky                     | Hauptgürtel              |                 |             |
| (3427) Szentmártoni                    | Hauptgürtel              |                 |             |
| (171118) Szigetköz                     | Hauptgürtel              |                 |             |
| (38442) Szilárd                        | Hauptgürtel              |                 |             |
| (170011) Szkody                        | Hauptgürtel              |                 |             |
| (2268) Szmytowna                       | Hauptgürtel              |                 |             |
| (9973) Szpilman                        | Hauptgürtel              |                 |             |
| (128062) Szrogh                        | Hauptgürtel              |                 |             |
| (12259) Szukalski                      | Hauptgürtel              |                 |             |
| (198717) Szymczyk                      | Hauptgürtel              |                 |             |